# Islam in Deutschland
Der Islam ist in Deutschland die Religion mit den nach dem Christentum meisten Gläubigen. Eine zahlenmäßig bedeutende Anwesenheit von Muslimen in Deutschland begann während des Ersten Weltkriegs und hat sich seit 1950 vor allem durch Einwanderung aus Vorderasien, dem Balkan und Nordafrika verstärkt. Der sunnitische Zweig bildet die Mehrheit, doch liegt der nichtsunnitische Anteil (Aleviten, Bektaschi und Schiiten) in Deutschland über dem Weltdurchschnitt.

Nach Hochrechnungen des Bundesamts für Migration und Flüchtlinge aus dem Jahr 2021 lebten 2019 zwischen 5,3 und 5,6 Millionen Muslime in Deutschland. Ihr Anteil an der Gesamtbevölkerung lag zwischen 6,4 Prozent und 6,7 Prozent. Im Vergleich zur letzten Schätzung im Jahr 2015 ist die Zahl der muslimischen Religionsangehörigen in Deutschland um rund 900.000 Personen gestiegen. Muslime mit türkischer Abstammung in Deutschland bildeten mit 2,5 Millionen Personen (45 Prozent aller Muslime in Deutschland) die größte Herkunftsgruppe. 

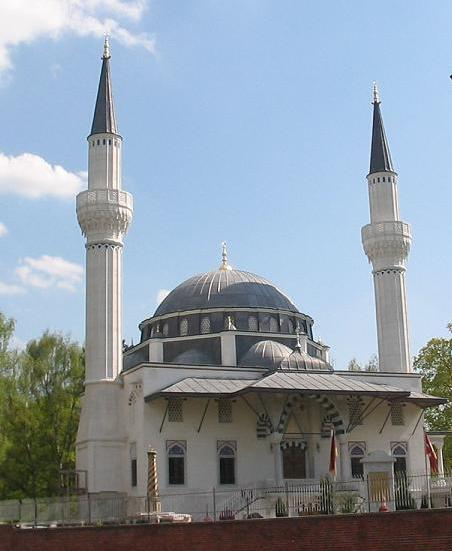
Die Şehitlik-Moschee befindet sich auf dem 1866 errichteten Türkischen Friedhof Berlin

## Geschichte

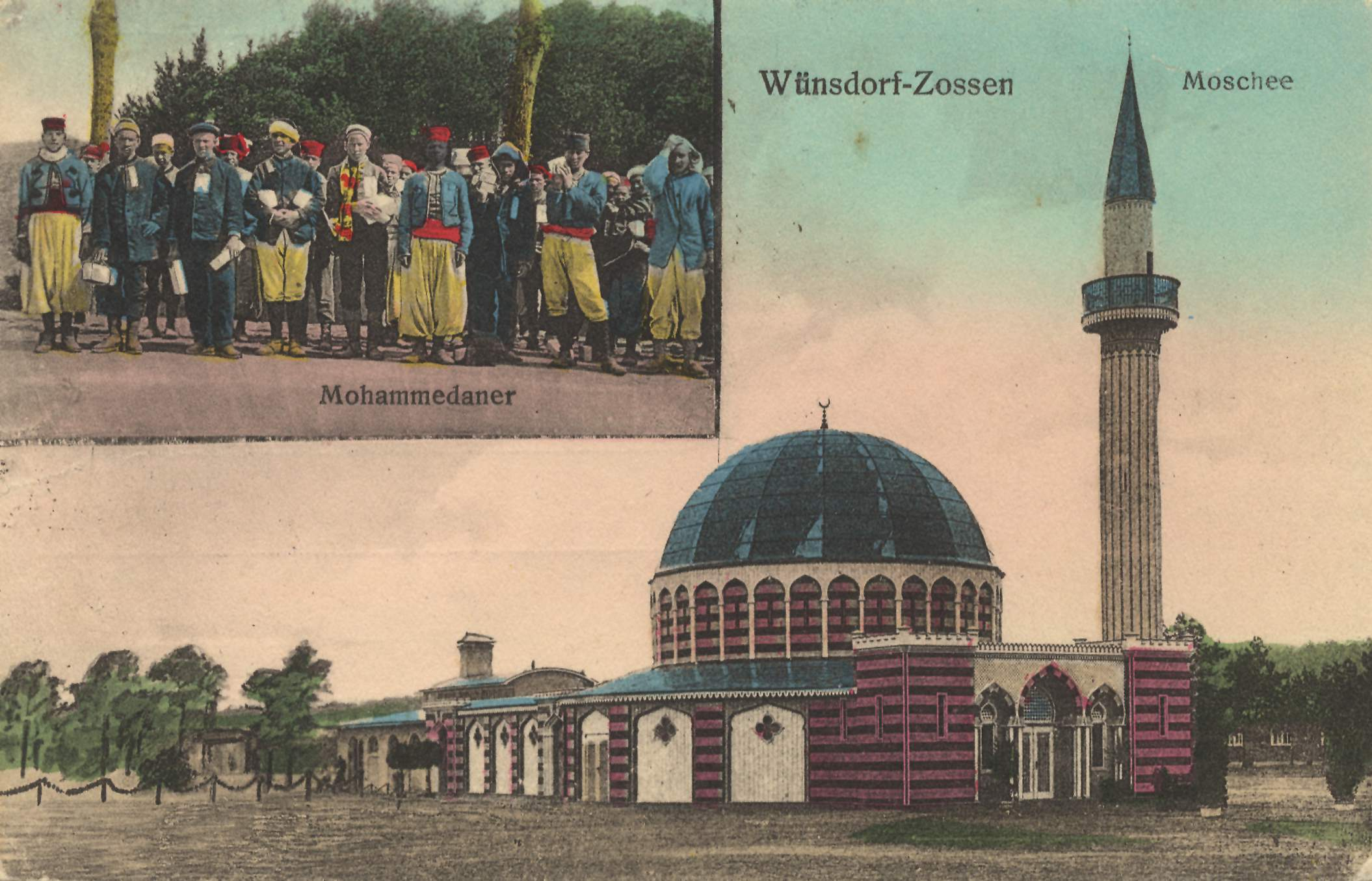
Die Holzmoschee im Halbmondlager in Wünsdorf (Provisorisch); Postkarte von 1916

### 17. und 18. Jahrhundert
Im Laufe der frühen Neuzeit ergaben sich erste Berührungspunkte innerhalb Deutschlands mit dem Islam; so ließ der Theologe Abraham Hinckelmann im Jahr 1694 in Hamburg den Koran auf Arabisch drucken. Diese Koranausgabe war nach der aus Venedig von ca. 1537/38 die zweite gedruckte Ausgabe dieses Buches (in der islamischen Welt war der Buchdruck mit arabischen Lettern bis ins 19. Jahrhundert verboten). Dem deutschen Journalisten Muhammad Salim Abdullah zufolge sei im Jahr 1739 in Potsdam die erste islamische Gemeindegründung auf deutschem Boden erfolgt. Dem widerspricht der katholische Theologe Thomas Lemmen: Aus einer zeitgenössischen Quelle gehe hervor, jene Muslime hätten sich nur vorübergehend dort aufgehalten. In der zweiten Hälfte des 18. Jahrhunderts wohnten hunderte muslimisch-tatarische Familien innerhalb der preußischen Grenzen. In den 1790er-Jahren dienten bereits um die 2000 Tataren als Lanzenreiter unter dem Preußenkönig. Im Jahr 1798 verstarb der osmanische Gesandte Ali Aziz Efendi, daraufhin stellte der preußische König Friedrich Wilhelm III. zu seiner Bestattung ein Gelände zur Verfügung. Es folgte noch ein Tausch des Geländes. Dieses neue Gelände bildete den Grundstein des 1866 errichteten und bis heute benutzten Türkischen Friedhofs am Columbiadamm in Berlin-Neukölln.

Mehrere Bauwerke in Deutschland wurden im Stil einer Moschee erbaut, hatten aber nie die Funktion einer Gebetsstätte, darunter das 1792/93 errichtete Bauwerk im Schlossgarten von Schwetzingen, das 1841 bis 1843 errichtete Dampfmaschinenhaus für Sanssouci in Potsdam sowie die Tabakmoschee (Yenidze) in Dresden. Alle drei Bauwerke haben eine Kuppel und Minarette.

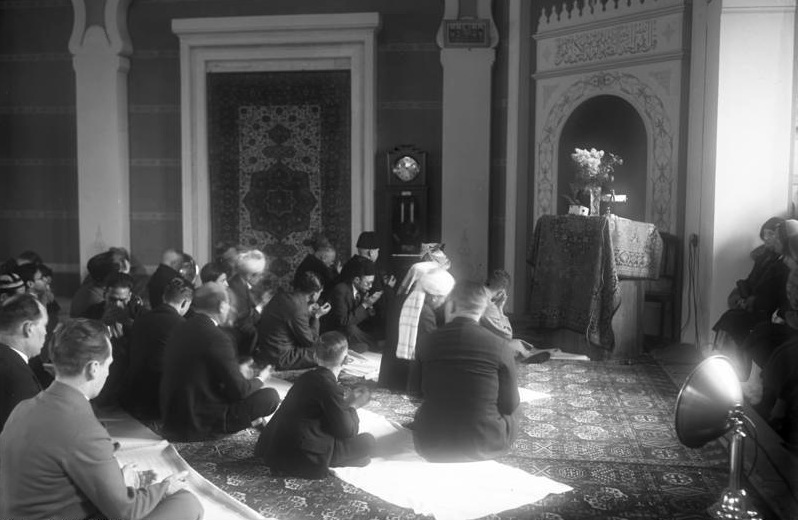
Februar 1931: Innenansicht in Deutschlands älteste erhaltene Moschee Wilmersdorfer Moschee oder Ahmadiyya-Moschee in Berlin

### 1. Weltkrieg, Zwischenkriegszeit, Zeit des Nationalsozialismus
Auf Betreiben der Nachrichtenstelle für den Orient wurde seit Beginn des Ersten Weltkrieges das Halbmondlager in Wünsdorf bei Zossen in der Nähe von Berlin errichtet, in dem bis zu 30.000 meist muslimische Kriegsgefangene interniert waren. Am 13. Juli 1915 wurde an dieser Stelle eine Moschee für die dortigen muslimischen Kriegsgefangenen eingeweiht. Sie ist die erste Moschee auf deutschem Boden, die auch als Gebetsstätte von Muslimen genutzt wurde. Die Holzmoschee, vom Deutschen Kaiserreich finanziert und in Auftrag gegeben, wurde innerhalb von fünf Wochen hauptsächlich zu Propagandazwecken erbaut. Nach Kriegsende wurde sie bedeutungslos und baufällig. Die Holzmoschee wurde 1924 geschlossen und 1925/26 abgerissen. Allein die „Moscheestraße“ und einige Soldatengräber auf dem Türkischen Friedhof erinnern noch an sie.
1922 erreichte der von der Ahmadiyya-Bewegung aus dem heutigen Indien entsendete Sadr ud-Din als einer der ersten islamischen Missionare in Deutschland Berlin und gründete mit Konvertiten aus 41 Nationen den ersten Moscheeverein nach dem Vorbild der Woking Muslim Mission in England. 1924 errichtete die Ahmadiyya-Glaubensgemeinschaft in der Brienner Straße in Berlin-Wilmersdorf erstmals eine steinerne Moschee, die am 23. März 1928 eröffnet wurde. Die Wilmersdorfer Moschee, früher auch Berliner Moschee genannt, war erstmals für die Bürger Berlins offen und ist heute die älteste erhaltene Moschee Deutschlands. Viele bekannte deutsche Persönlichkeiten besuchten dortige Veranstaltungen, darunter Albert Einstein, Martin Buber, Martin Niemöller, Thomas Mann und Hermann Hesse. Der Imam Sadr ud-Din verfasste 1939 in Zusammenarbeit mit Konvertiten die erste von Muslimen herausgegebene deutsche Koranübersetzung.
Während der Zeit des Nationalsozialismus wurde die Moschee für Propagandaauftritte mit Mohammed Amin al-Husseini, auch bekannt als „Großmufti von Jerusalem“, genutzt.

### Seit den 1950er Jahren: Ahmadiyya-Mission, Muslimbrüder, Gastarbeiter und Flüchtlinge
In den 1950er-Jahren begann eine Neuentwicklung. Die Missionare der Ahmadiyya errichteten wieder Ahmadiyya-Gemeinden, und erstmals wurden Moscheen in Hamburg und Frankfurt erbaut. Zahlenmäßig waren es nur sehr kleine Moscheengemeinden, doch da zeitgleich Kaufleute aus anderen muslimisch geprägten Ländern die Bundesrepublik Deutschland erreichten und ebenfalls Moscheengemeinden gründeten, wuchs die Religionsgemeinschaft. Muslime der islamisch-schiitischen Glaubensgemeinschaft der Zwölfer-Schiiten erbauten 1960 als fünftälteste Moschee Deutschlands die Imam-Ali-Moschee in Hamburg, die heute unter Denkmalschutz steht.
Auch kamen ab 1950 vereinzelt erste Islamisten nach Deutschland, dies waren Anhänger der Muslimbrüder, die als arabische Studenten in Deutschland weilten und erste institutionelle Strukturen aufbauten.
Ab 1961 wanderten zahlreiche ausländische muslimische Arbeitskräfte nach Deutschland ein, infolge von Abkommen der Bundesrepublik Deutschland zwischen 1961 und 1973 zur Anwerbung von Gastarbeitern aus muslimischen Staaten wie der Türkei, Jugoslawien, Tunesien und Marokko. Der Aufenthalt in Deutschland war dabei ursprünglich als zeitlich begrenzt vorgesehen. Bis Ende der 1960er-Jahre beabsichtigten die Gastarbeiter zunächst die Rückkehr in ihre Heimat, entschlossen sich dann aber überwiegend zu einem dauerhaften Aufenthalt und beantragten Familienzusammenführungen in der Bundesrepublik.
Waren Islamisten in den 50er und 60er Jahren des 20. Jahrhunderts in Deutschland noch eine gesellschaftliche Randerscheinung bzw. kaum wahrnehmbar gewesen, änderte sich dies mit den Migrationsbewegungen in den Siebzigerjahren. Vor allem durch die Ankunft von muslimischen Gastarbeitern, von denen manche islamistische Strukturen aus ihrem Heimatland mitbrachten. Viele kamen aus der Türkei und gehörten der Bewegung von Millî Görüş an. Auch wurde das 1973 errichtete Islamische Zentrum in München zu einer wichtigen Keimzelle für Muslimbrüder. Durch die Ankunft von muslimischen Syrern (die wegen der Niederschlagung des Aufstands der Muslimbrüder in Syrien in den 70er- und Anfang der 80er Jahre flohen) sowie durch die Ankunft von palästinensischen Muslimbrüdern, die zur Hamas gehörten und infolge der Kriege in Nahost flohen, vergrößerte sich die Anzahl der Islamisten in Deutschland ebenfalls.
In den 1980er- und 1990er-Jahren kamen vielfach Muslime aus anderen Staaten nach Westdeutschland. Dies waren zunehmend Flüchtlinge bzw. Asylbewerber, beispielsweise Iraner, die im Zuge der Islamischen Revolution 1979 in die Bundesrepublik flüchteten, oder afghanische Flüchtlinge vor dem Sowjetisch-Afghanischen Krieg bzw. vor der Herrschaft der Taliban. Auch weitere Ahmadiyya-Anhänger erreichten wegen Verfolgung in Pakistan Deutschland, und u. a. bei Libanesen, Bosniern und Kosovo-Albanern führte Krieg im Heimatland zur Migration.
Da eine Rückkehr bei vielen Muslimen immer mehr in den Hintergrund trat, entstand allmählich eine religiöse Infrastruktur. In den 1970ern wurden die ersten Moscheevereine gegründet und ab den 1990ern repräsentative Moscheen errichtet.
Gab es vorher in Deutschland nur kleinere Netzwerke von muslimischen Predigern, die eine antiwestliche Stimmung verbreiteten, begann ab dem Jahr 2001 der Salafismus und der Dschihadismus in Deutschland Fuß zu fassen; es wuchs die Zahl der radikalen Prediger und die Anzahl salafistischer Moscheen in Deutschland. Dies war unter anderem bedingt durch den Krieg in Afghanistan ab 2001 und den Krieg im Irak ab 2003. Durch das Internet und neue Übersetzungen arabischer Texte ins Deutsche und Türkische wurden mehr Muslime und potenzielle Konvertiten in Deutschland für eine islamistische Ideologie gewonnen.
Im Jahr 2006 fand in Berlin die erste Deutsche Islamkonferenz statt, die einberufen wurde, um einen Dialog zwischen dem deutschen Staat und den Muslimen in der Bundesrepublik herzustellen.

„Der Islam ist Teil Deutschlands und Teil Europas, er ist Teil unserer Gegenwart und er ist Teil unserer Zukunft. Muslime sind in Deutschland willkommen. Sie sollen ihre Talente entfalten und sie sollen unser Land mit weiter voranbringen.“

2013 erhielt die Organisation Ahmadiyya-Muslim-Gemeinschaft (AMJ) in Hessen als erster islamischer Verein den Körperschaftsstatus in Deutschland und ist dadurch den beiden größten und mitgliederstärksten Kirchen (Römisch-katholische Kirche in Deutschland sowie Evangelische Kirche in Deutschland) rechtlich gleichgestellt.
Der anhaltende Bürgerkrieg in Syrien löste die Flüchtlingskrise in Europa ab 2015 aus, die sich auch auf Deutschland auswirkte. Spätestens im Jahr 2019 wurden muslimische Flüchtlinge des syrischen Bürgerkriegs zur zweitgrößten Herkunftsgruppe (13,3 %) der Muslime in Deutschland.

## Verteilung und Herkunft der Muslime in Deutschland

### Anzahl und räumliche Verteilung der in Deutschland lebenden Muslime
| Anzahl der Muslime in Deutschland | Bevölkerungs- anteil in % | Stand (Jahr) |
| --------------------------------- | ------------------------- | ------------ |
| 3.800.000–4.300.000               | 4,6–5,2                   | 2008         |
| 4.400.000–4.700.000               | 5,4–5,7                   | 2015         |
| 5.400.000–5.700.000               | 6,4–6,7                   | 2020         |

Da viele islamische Gemeinden keine Mitgliedslisten führen oder Mitgliedsbeiträge erheben, existieren keine genauen Zahlen. Die Mehrheit der Muslime ist nicht als Mitglied eines muslimischen Vereins registriert und besucht auch nicht regelmäßig eine Moschee, sodass eine genaue Zählung schwer ist. Im Jahre 2005 hatten laut Statistischem Bundesamt 9,2 % der Neugeborenen in Deutschland muslimische Eltern und bei zusätzlich 0,9 % war die Mutter muslimisch erfasst. Der Vater war hingegen bei der freiwilligen Angabe vermerkt mit „ohne Religionszugehörigkeit“ oder mit „andere Religionszugehörigkeit“ (z. B. römisch-katholisch, evangelisch etc.).
Eine amtliche Statistik wurde im Zuge der Volkszählung 2011 erstellt. Die freiwillige Frage „Glaubensrichtung“ beantworteten damals nur 1,9 % der Befragten mit „Islam“. Dagegen schätzte Andreas Zick 2012 den Prozentsatz der Muslime an der Gesamtbevölkerung in Deutschland auf etwa 7 %, das wären rund 5,6 Millionen Menschen. Darunter befinden sich auch Personen, die zum Islam konvertiert waren. Keine Einigkeit besteht darüber, ob Muslime, die ihre Religion nicht praktizieren, zu den Konfessionslosen gezählt werden müssen oder als sogenannte Kulturmuslime gelten sollen.
Das Bundesamt für Migration und Flüchtlinge (BAMF) hat im Auftrag der Deutschen Islamkonferenz für das Jahr 2015 eine Hochrechnung erstellt. Demnach lebten Ende 2015 zwischen 4,4 und 4,7 Millionen Muslime in Deutschland. Dies entspricht rund 5,4 bis 5,7 Prozent der Gesamtbevölkerung. Davon sind 1,2 Millionen (rund 27 Prozent) seit 2014 neu zugewandert.
Im Jahr 2008 waren rund 1,8 Millionen Muslime deutsche Staatsangehörige. Zugleich hatten rund 63 % der in Deutschland lebenden Muslime einen türkischen Migrationshintergrund, was auf die Anwerbung von Arbeitsmigranten, damals Gastarbeiter genannt, aus der Türkei in den 1960er und 1970er Jahren zurückzuführen ist. Andere Muslime sind vor allem Einwanderer aus Albanien, Bosnien und Herzegowina, dem Kosovo, dem Irak, dem Iran, Marokko, Afghanistan, dem Libanon, Pakistan, Syrien und Tunesien oder deutsche Konvertiten.
Nach der Studie Muslimisches Leben in Deutschland des BAMF aus dem Jahr 2009 lebten 98,4 Prozent der Muslime in der Bundesrepublik im Jahr 2008 in den alten Bundesländern (einschließlich Berlin). Für die westdeutschen Flächenländer ergaben sich Bevölkerungsanteile muslimischer Migranten zwischen rund 3 Prozent in Schleswig-Holstein und 7,5 Prozent in Nordrhein-Westfalen, im Vergleich zu 1,6 Prozent in den fünf neuen Bundesländern. Bezüglich Landkreise und kreisfreie Städte lebten gemäß Zensus 2011 die meisten muslimischen Migranten in Offenbach am Main, Duisburg und Gelsenkirchen. Bezüglich Zuwanderungsquoten bestehen erhebliche Unterschiede zwischen der Rhein-Ruhr-Region, dem Rhein-Main-Gebiet und dem Württembergischen Kernraum einerseits und Regionen besonders in Ost- und Nordostdeutschland. Im Jahr 2009 waren schätzungsweise 55 % der Muslime in Deutschland Ausländer, im Vergleich zu 45 % mit deutscher Staatsangehörigkeit.
Im Jahr 2015 wurde die Anzahl der Muslime in Deutschland auf etwa 4,4 bis 4,7 Millionen Menschen geschätzt, was 5,4 bis 5,7 % der Bevölkerung entspricht. Die Angaben aus dem Jahr 2015 variieren allerdings stark von 1,9 % (Zensus 2011: freiwillige Angabe) bis 7 %.
Nach Hochrechnungen aus dem Jahr 2021 lebten 2019 zwischen 5,3 und 5,6 Millionen Muslime in Deutschland. Ihr Anteil an der Gesamtbevölkerung lag zwischen 6,4 Prozent und 6,7 Prozent.

### Staatsangehörigkeit
| Deutsche und nichtdeutsche Muslime im Jahr 2020 in Deutschland (Schätzung des BAMF) | Anzahl              | Relativer Anteil in % | Stand (Jahr) |
| ----------------------------------------------------------------------------------- | ------------------- | --------------------- | ------------ |
| Gesamt (gemittelt zwischen 5,3 und 5,6 Millionen)                                   | 5.450.000           |                       | 2020         |
| davon Deutsche (einschließlich Deutsche mit doppelter Staatsbürgerschaft)           | 2.190.900–2.615.000 | 40,2–47 %             | 2020         |
| davon Ausländer                                                                     | 2.888.500–3.259.100 | 53–59,8 %             | 2020         |

## Gruppierungen
Verteilung (ungefähre Angabe) der verschiedenen islamischen religiösen Richtungen in Deutschland:
| Konfession                       | Anzahl | Anteil unter Muslimen in DE in % (Stand 2020) | Stand (Jahr) |
| -------------------------------- | ------ | --------------------------------------------- | ------------ |
| Sunniten                         |        | 71,7                                          | 2020         |
| Aleviten                         |        | 9,5                                           | 2020         |
| Zwölfer-Schiiten                 |        | 4,4                                           | 2020         |
| Alawiten                         | 70.000 |                                               | 2010         |
| Ahmadiyya-Muslim-Gemeinschaft    |        | 1,3                                           | 2020         |
| Sufis                            | 10.000 |                                               | 2015         |
| Ismailiten                       | 1.900  |                                               | 2005         |
| Zaiditen                         | 800    |                                               | 2007         |
| Ibaditen                         | 270    |                                               | 2013         |
| Lahore-Ahmadiyya-Bewegung        | 60     |                                               | 2001         |
| Spezifische Konfession unbekannt |        | 11,6                                          | 2020         |
| Gesamt                           |        |                                               | 2001–2020    |

Im Jahr 2008 waren 74,1 % der in Deutschland lebenden Muslime Sunniten; die Aleviten machten 12,7 % aus, die Zwölfer-Schiiten 7,1 %, die Ahmadiyya 1,7 %, die Ibaditen 0,3 % und die Sufis 0,1 %. Die restlichen 4 Prozent bildeten andere muslimische Strömungen wie beispielsweise die Zaiditen, Ismailiten oder die Alawiten.

### Sunniten
Die Sunniten bilden weltweit die größte islamische Glaubensrichtung, allerdings ist deren Anteil in Deutschland etwas geringer als im weltweiten Durchschnitt. Sunniten stellen in Deutschland keine einheitliche Gemeinde dar, da sich deutsche Sunniten je nach besuchter Moschee bzw. islamischem Verband in der religiösen Lehre unterscheiden.

#### Rechtsschulen
Fast alle Sunniten lassen sich in vier verschiedene Rechtsschulen einteilen:
Oft werden daher Moscheen von Muslimen einer Nation bzw. eines größeren Bereichs der islamischen Welt besucht und finanziert, sodass man sunnitische Moscheevereine auch nach diesen Rechtsschulen einteilen kann:
- Hanafiten: Türkische Muslime organisiert in der Ditib oder der Millî Görüş, aber auch albanische und bosnische Moscheevereine wie die IGBD[26]
- Hanbaliten: Muslime aus Saudi-Arabien, darunter Wahhabiten bzw. Salafisten[27]
- Malikiten: Nordwestafrikanische Muslime. Viele marokkanischen Moscheevereine folgen dieser Rechtsschule
- Schāfiʿiten: Kurden und Muslime aus Südostasien sowie großer Teile des Nahen Ostens

#### Salafisten

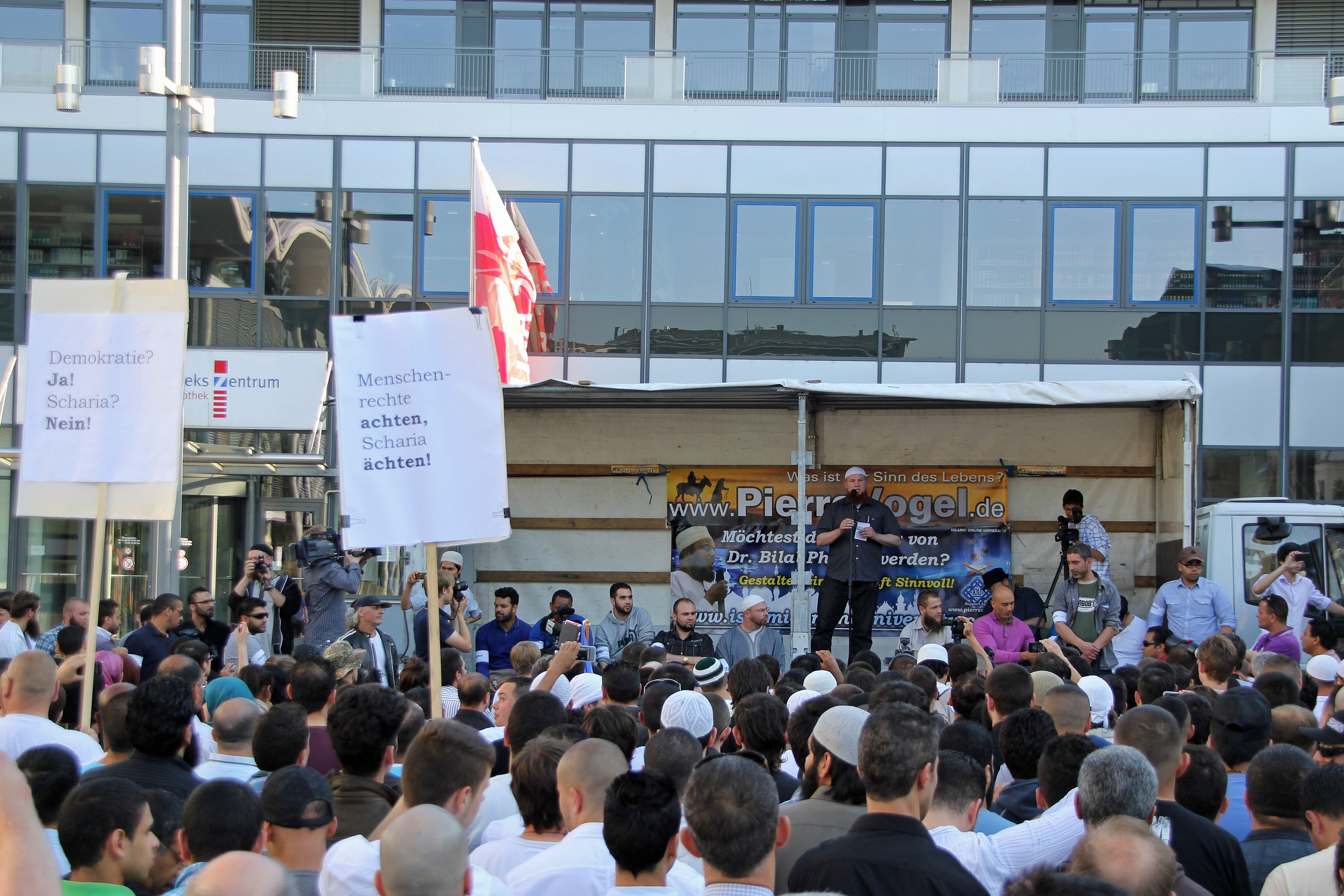
Pierre Vogel bei einer Kundgebung in Koblenz 2011; im Vordergrund Gegendemonstranten

Die Anhänger des radikal-puritanischen Salafismus, der von den ölreichen Golfstaaten finanziert wird, stellen innerhalb der sunnitischen Gemeinde eine relativ kleine Minderheit dar. Allerdings sind sie im Internet stark vertreten und finden besonders unter jüngeren in Deutschland lebenden Sunniten Zuspruch. Konvertiten wie Pierre Vogel spielen hier eine wichtige Rolle, da sie im Gegensatz zu vielen nichtsalafistischen Imamen, die oft nur für wenige Jahre nach Deutschland entsendet werden, die deutsche Kultur kennen und fließend Deutsch sprechen.

### Aleviten
Einige Türken in Deutschland, zumeist aus den östlichen Innenprovinzen der Türkei stammend, gehören der Religionsgemeinschaft der Aleviten an. Diese von Zentralasien nach Kleinasien (Anatolien) verbreitete Richtung wird ähnlich wie die Ahmadiyya von vielen als nicht islamisch verstanden, die Aleviten selber sehen sich teilweise als Strömung innerhalb der Schia, teilweise als „eigenständige Religionsgemeinschaft aus dem islamischen Kulturraum“, wie es der alevitische CDU-Politiker Ali Ertan Toprak formulierte. Viele Aleviten in Deutschland stammen aus alevitischen Regionen in der Türkei; zudem gab es in den 1980er-Jahren eine verstärkte Einwanderungswelle als Asylbewerber, da viele Aleviten vor dem Militärputsch 1980 Oppositionelle waren. Im Jahr 1986 wurde die Alevitische Gemeinde Deutschland (türkisch: Almanya Alevi Birlikleri Federasyonu, AABF) als Dachverband für die alevitischen Gemeinden gegründet, von denen mittlerweile 111 existieren. Der eingangs zitierte Toprak, der Generalsekretär der AABF war, betonte die weltliche Ausrichtung des alevitischen Glaubens; so gelte für die Aleviten nicht die Scharia, auch das tägliche fünfmalige Gebet sei nicht relevant. Darüber hinaus besuchen Aleviten keine Moscheen; sie verrichten ihre Gebete in einem Cem-Haus, wo auch allgemeine Gemeindeversammlungen abgehalten werden. Religiöser Leiter einer Gemeinde ist auch kein Imam, sondern ein Dede.
Im Jahr 2020 wurde der AABF in Nordrhein-Westfalen nach Art. 140 GG i. V. m. Art. 137 Abs. 5 WRV der Status einer Körperschaft des öffentlichen Rechts verliehen.

### Schiiten
In Deutschland stellen die Schiiten nach den Sunniten und den Aleviten die drittgrößte islamische Glaubensgemeinschaft. Die Schiiten teilen sich in die Richtungen Zwölferschiiten, Siebenerschiiten und Fünferschiiten auf.

#### Zwölferschiiten

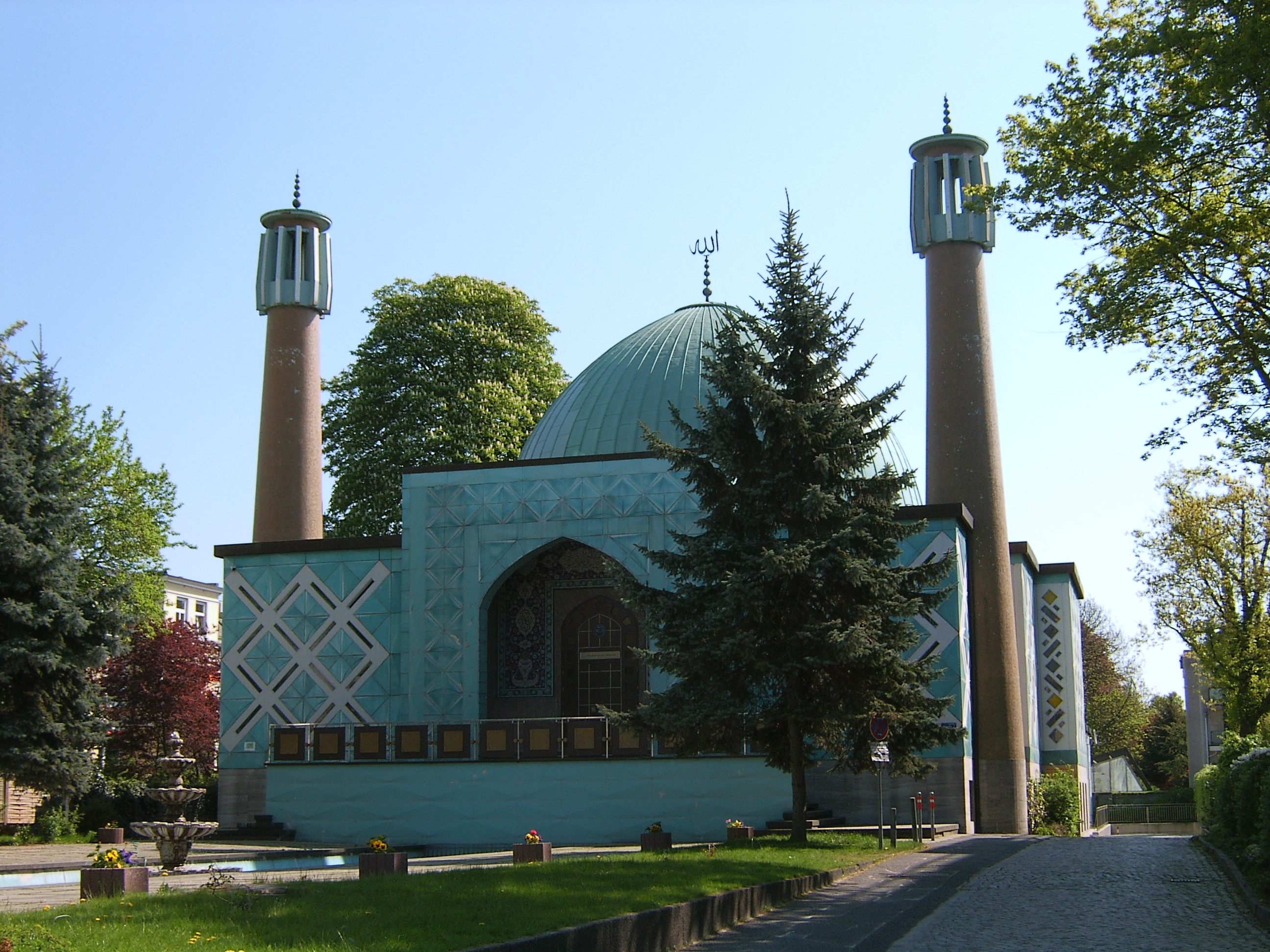
Imam-Ali-Moschee in Hamburg

Die Zwölfer-Schiiten stellen die überwiegende Mehrheit der Schiiten in Deutschland und zählen ungefähr 225.500 Anhänger. Sie stammen zumeist aus dem Iran und sind hauptsächlich in den 1980er-Jahren im Zuge der Islamischen Revolution und des Ersten Golfkriegs eingewandert; andere Herkunftsländer sind Aserbaidschan, der Irak, Afghanistan und der Libanon. Mittelpunkt des Zwölferschiitentums in Deutschland war das im Juli 2024 verbotene Islamische Zentrum Hamburg (IZH) mit der dazugehörigen Imam-Ali-Moschee. Letzter Leiter des IZH war Hodschatoleslam Mohammad Hadi Mofatteh; das IZH war direkt dem „Führer und obersten Rechtsgelehrten“ der Islamischen Republik Iran unterstellt.

#### Siebenerschiiten (Ismailiten)
Die Ismailiten stellen eine religiöse Minderheit (rund 1.900 Anhänger) der in Deutschland lebenden Muslime dar. Die meisten in Deutschland lebenden Angehörigen dieser Glaubensgemeinschaft stammen aus Pakistan, Indien, Afghanistan und Syrien.

#### Fünferschiiten (Zaiditen)
In Deutschland gibt es verhältnismäßig wenige Zaiditen. Die meisten der in Deutschland lebenden Zaiditen stammen ursprünglich aus dem Jemen. Bekanntester Vertreter dieser Glaubensgemeinschaft in Deutschland war der Konvertit Sven Kalisch (ehemals Muhammad Sven Kalisch), zeitweise Inhaber des ersten Lehrstuhls für die Ausbildung islamischer Religionslehrer in Deutschland, der sich inzwischen vom Islam getrennt hat.

### Alawiten
Die meisten der in Deutschland lebenden Alawiten (schätzungsweise 70.000 Anhänger) stammen ursprünglich aus der Türkei, dem Libanon, Syrien sowie aus Jordanien.

### Ahmadiyya

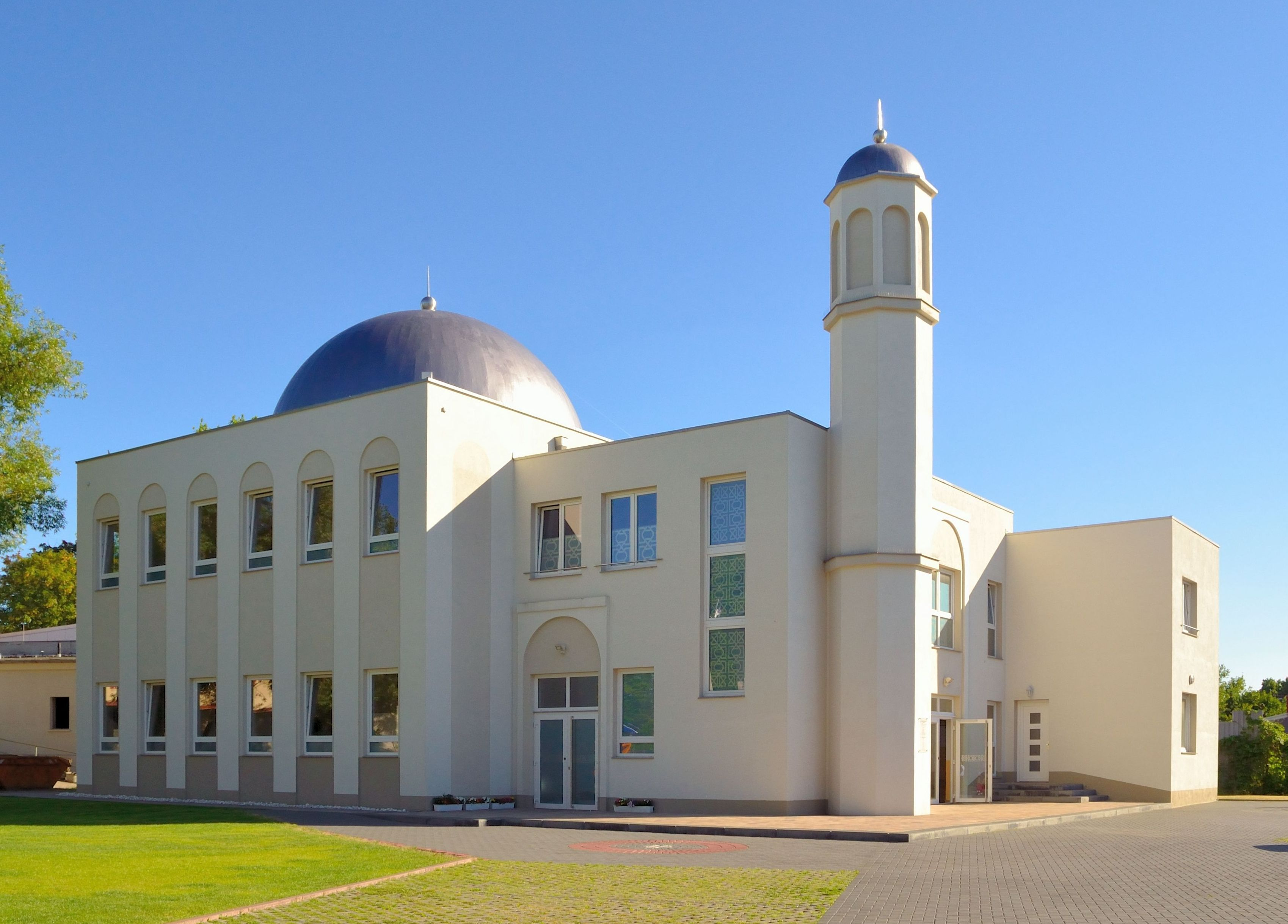
Teil des 100-Moscheen-Plans: Die 2008 in Berlin-Heinersdorf erbaute Khadija-Moschee der Ahmadiyya-Gemeinde

Die Ahmadiyya, eine ursprünglich aus Indien stammende islamische Glaubensrichtung, die allerdings von vielen anderen Muslimen als unislamisch angesehen wird, hat rund 40.000 Mitglieder in Deutschland, die sich auf 50 Moscheegemeinden bzw. 225 lokale Gemeinden verteilen. Die beiden Untergruppen Ahmadiyya-Muslim-Gemeinschaft (AMJ) und Lahore-Ahmadiyya-Bewegung für die Verbreitung des Islams (AAIIL, deutsch für Ahmadiyya Anjuman Ischat-i-Islam Lahore) traten in den 1920er-Jahren ungefähr zeitgleich missionarisch in Deutschland auf. Die AAIIL errichtete 1928 in Berlin die Wilmersdorfer Moschee, die älteste heute noch bestehende Moschee in Deutschland. Am 9. August 1955 gründete die AMJ in Hamburg den Verein Ahmadiyya-Bewegung in der Bundesrepublik Deutschland, 1969 wurde der Vereinssitz nach Frankfurt am Main verlegt. Im Jahr 1989 wurde von der AMJ der 100-Moscheen-Plan ausgerufen, demzufolge die Ahmadiyya in Deutschland 100 Moscheen errichten will, wovon bislang die Hälfte realisiert wurde. Im April 2013 verlieh das Bundesland Hessen der AMJ als erster islamischer Religionsgemeinschaft nach Art. 140 GG i. V. m. Art. 137 Abs. 5 WRV den Status einer Körperschaft des öffentlichen Rechts, im Mai 2014 zog die Freie und Hansestadt Hamburg nach.

### Sufismus

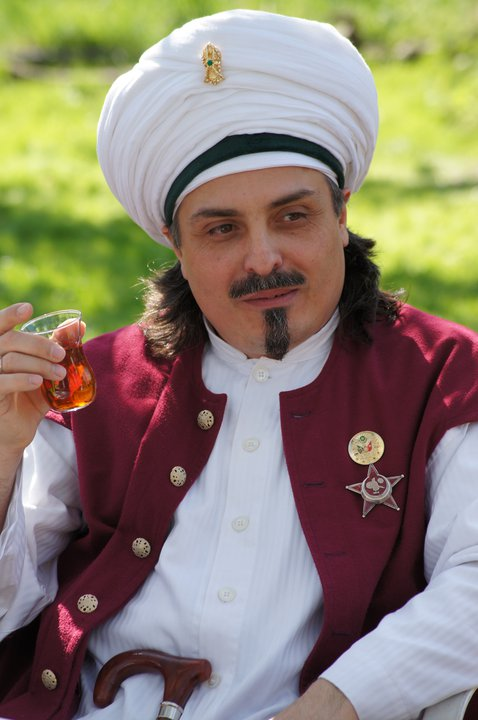
Scheich Esref Efendi, spiritueller Führer und Leiter des Sufi-Zentrums Rabbaniyya

Erste Sufi-Gemeinschaften und Sufi-Orden in Deutschland wurden in den 1920er-Jahren gegründet, größtenteils jedoch erst in den 1970ern. Der Sufi-Orden, dem die meisten in Deutschland lebenden Sufis angehören, ist der Naqschbandi-Orden, welcher nach den Lehren Scheichs Nazim al-Haqqani arbeitet.
Derzeit aktive sufistische Organisationen sind beispielsweise das Sufi Zentrum Rabbaniyya in Köln und Eigeltingen (Bodensee), der Haqqani Trust – Verein für neue deutsche Muslime in Mönchengladbach und die Tarriqa-as-safinah um Scheich Bashir Ahmad Dultz.

### Ibaditen
In Deutschland leben insgesamt rund 270 Ibaditen, die manchmal auch als Charidschiten bezeichnet werden. Sie stammen mehrheitlich aus dem Oman, dem weltweit einzigen Land, in dem sie einen größeren Anteil an der Bevölkerung (ca. 45 %) bilden.

## Organisationen

Logo der DİTİB, eine der größten muslimischen Organisation in Deutschland

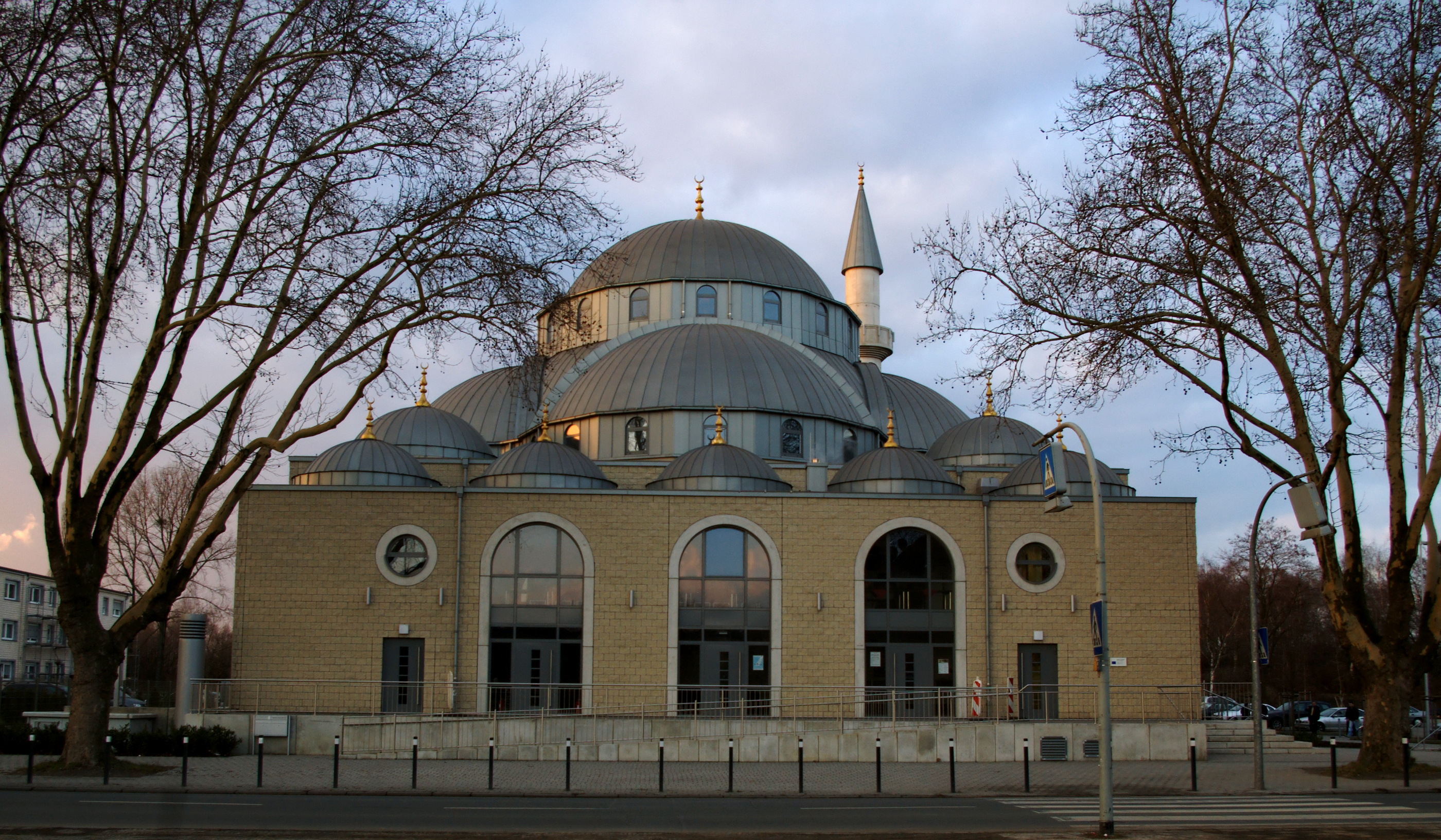
Die DITIB-Merkez-Moschee („Zentralmoschee“), die 2008 in Duisburg errichtet wurde, ist eine der größten Moscheen Deutschlands

In Deutschland existieren viele islamische Verbände und Vereine.
Einzig die Ahmadiyya-Muslim-Gemeinschaft (AMJ) ist in Deutschland als Körperschaft öffentlichen Rechts anerkannt und den christlichen Kirchen gleichgestellt.
Insbesondere wegen der großen Anzahl von türkischen Einwanderern ist DITIB, die Türkisch-Islamische Union der Anstalt für Religion e. V. (türk. Diyanet İşleri Türk İslam Birliği), eine der mitgliederstärksten sunnitischen Organisationen. Sie untersteht dem türkischen staatlichen Präsidium für Religiöse Angelegenheiten und hat mit fast 350 selbstständigen Moscheegemeinden wohl den größten Einfluss. Zusammen mit weiteren Dachverbänden wie dem Islamrat für die Bundesrepublik Deutschland (IRD), dem Zentralrat der Muslime in Deutschland (ZMD) und dem Verband der Islamischen Kulturzentren (VIKZ) gründete sie im Jahr 2007 auf der Deutschen Islamkonferenz den Koordinationsrat der Muslime in Deutschland. Insgesamt sind ungefähr 20 % der in Deutschland lebenden Sunniten Mitglieder in religiösen Vereinen oder Gemeinden. 2010 gründete sich der Liberal-Islamische Bund; erste Vorsitzende wurde Lamya Kaddor. Unter anderem befürwortet sie (Stand 2011) die gleichgeschlechtliche Ehe und lehnt eine religiöse Verpflichtung zum Tragen des Kopftuches ab.
Einige bekannte muslimische Organisationen:
- Deutsche Muslim-Liga
- Islamische Gemeinschaft in Deutschland
- Alevitische Gemeinde Deutschland
- Islamische Gemeinschaft Millî Görüş
- Muslimische Akademie in Deutschland
- Muslimische Jugend in Deutschland (MJD)

Daneben gibt es in vielen Städten einen Deutschsprachigen Muslimkreis (DMK), so zum Beispiel in Berlin, Hannover, Braunschweig, Karlsruhe, Stuttgart und Darmstadt.

## Islam im Bildungssystem

### Islam als Sachunterricht
Im Jahr 1978 wurde in Deutschland erstmals ein Antrag auf islamischen Religionsunterricht gestellt. In den 1980er-Jahren führten die Bundesländer Bayern und Nordrhein-Westfalen großflächig „religiöse Unterweisung“ für muslimische Schüler ein, allerdings nur als Bestandteil des muttersprachlichen Unterrichtes Türkisch (die Lehrpläne in Bayern wurden dabei vom türkischen Unterrichtsministerium zur Verfügung gestellt). Seit ca. Anfang der 2000er-Jahre bieten beide Länder „Islamische Unterweisung“ in deutscher Sprache an.
Nach den Lehrplänen ist der Islamunterricht vielerorts jedoch kein Religionsunterricht nach konfessionellem Verständnis, sondern nur informierender Sachunterricht. Probleme bei der Umsetzung islamischen Religionsunterrichts stellen u. a. der schwierige Dialog mit den islamischen Verbänden sowie fehlende Unterrichtsmaterialien und Mangel an (deutschsprachigem) qualifiziertem Personal (siehe Abschnitt „Theologie“) dar.
Die Islamwissenschaftlerin Irka-Christin Mohr hat der Islamischen Föderation Berlin (IFB), die seit 2001 Religionsunterricht an 31 Berliner Grundschulen erteilt, vorgeworfen, der Unterrichtsschwerpunkt liege dort in der Verkündung des Islams und der Einübung in die Glaubenspraxis; somit würde die IFB das staatliche Bildungsziel der „Mündigkeit“ des Schülers verfehlen.

### Islamischer Religionsunterricht als Schulfach
Das Bundesland Hessen hat seit 2013 als erstes Bundesland den bekenntnisorientierten islamischen Religionsunterricht in Zusammenarbeit mit den Religionsgemeinschaften und gemäß Grundgesetz eingeführt. Dafür wurden Lehrer an Grundschulen weitergebildet.
Als Partner für den Unterricht an Grundschulen im Bundesland wurde die DITIB und Ahmadiyya-Islam-Gemeinde ausgewählt.
Als erstes Bundesland wollte Niedersachsen ab 2012 islamischen Religionsunterricht als reguläres Fach einführen, wurde aber von Hessen überholt; zuvor war dort ab 2003 das Fach als Modellversuch gestartet.

### Theologie

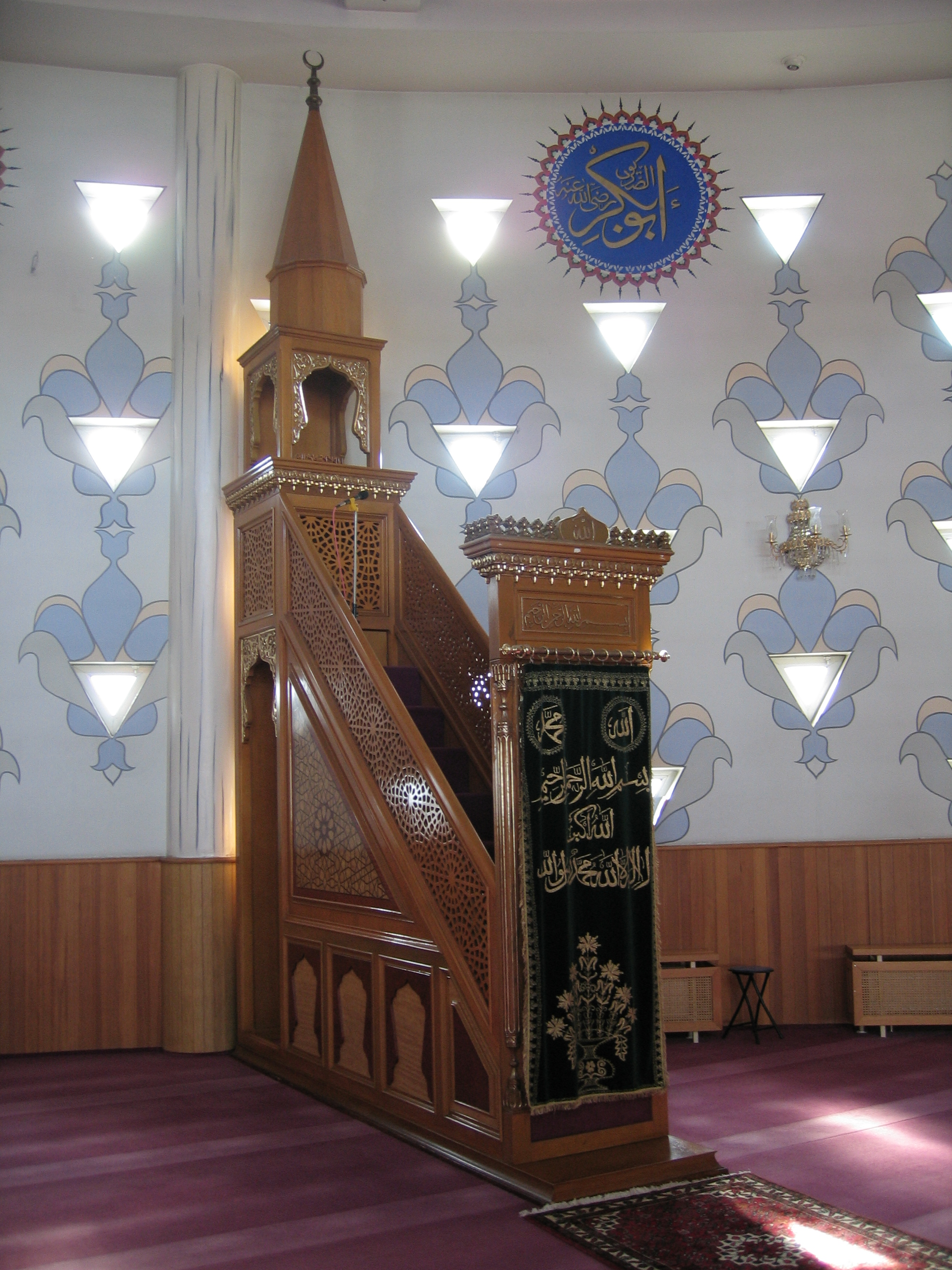
Freitagskanzel (Minbar) in der Yavuz-Sultan-Selim-Moschee in Mannheim

Zu Beginn des Jahres 2010 beschloss der Wissenschaftsrat, „Islamische Zentren“ an deutschen Universitäten einzurichten. Anfänglich war geplant, dass an zwei oder drei Standorten eine bekenntnisorientierte islamische Forschung bzw. eine Ausbildung für Imame stattfinden solle. Die Universität Osnabrück bot im selben Jahr als erste deutsche Hochschule Weiterbildungskurse in deutscher Sprache, Landeskunde und pädagogischen Grundlagen für muslimische Geistliche an.
An der Universität Tübingen sowie der Universität Münster/Osnabrück (in einem Kooperationsmodell) wurden ab dem Wintersemester 2010/2011 dann erstmals Studiengänge für islamische Theologie angeboten, welche vom Bund gefördert werden.
Im Wintersemester 2011/2012 nahm schließlich das Zentrum für Islamische Theologie der Universität Tübingen seine Tätigkeit auf, welches am 16. Januar 2012 eingeweiht wurde und das neben Islamwissenschaftlern eben auch Imame und islamische Religionslehrer ausbilden soll. Das Bundesbildungsministerium fördert insgesamt vier Zentren mit rund 20 Millionen Euro. Der erste Leiter des Tübinger Zentrums ist der israelische Koranwissenschaftler Omar Hamdan.
Die dort ausgebildeten Imame sollen langfristig die in der Türkei und arabischen Ländern ausgebildeten Imame ersetzen, die oftmals nicht deutsch sprechen und nicht mit den Lebensumständen der Muslime in Deutschland vertraut sind. Eine Problematik stellt allerdings bislang die Finanzierung und Akzeptanz von den Moscheengemeinden dar: Da Muslime keine Kirchensteuer bzw. eine äquivalente Abgabe zahlen, können sich die Gemeinden auch keine Gehaltszahlungen leisten bzw. ist davon auszugehen, dass viele Imame weiterhin aus dem Ausland gesendet werden.
Um 2010 gründete die Ahmadiyya-Gemeinde eine erste Imamschule in Deutschland und erbaute 2012 eine Islamische Schule neben der Moschee in Riedstadt. Das Institut wird durch Spendengelder finanziert. Absolventen sollen nach der Ausbildung auch als Imame in Gemeinden Deutschlands zum Einsatz kommen.
Im Juni 2021 wurde mit dem Islamkolleg Deutschland (IKD) in Osnabrück die erste staatlich geförderte, wissenschaftlich unabhängige und deutschsprachige Ausbildungseinrichtung für angehende Imame sowie muslimisches Gemeinde- und Seelsorgepersonal eröffnet. Träger sind der Zentralrat der Muslime in Deutschland, das Bündnis Malikitische Gemeinde, die Islamische Gemeinschaft der Bosniaken, der Zentralrat der Marokkaner in Deutschland und der Islamverband Muslime in Niedersachsen. Erster wissenschaftlicher Direktor ist Bülent Uçar.

## Religiöse Praxis
In einer im Jahr 2020 durchgeführten repräsentativen Studie zu Muslimen in Deutschland gaben 82 Prozent der befragten Muslimen an, stark oder eher gläubig zu sein. Etwa 70 Prozent aller Muslime in Deutschland halten sich an Getränke- und Speisevorschriften des Islam. 39 Prozent beten laut der Studie täglich.

### Moscheen

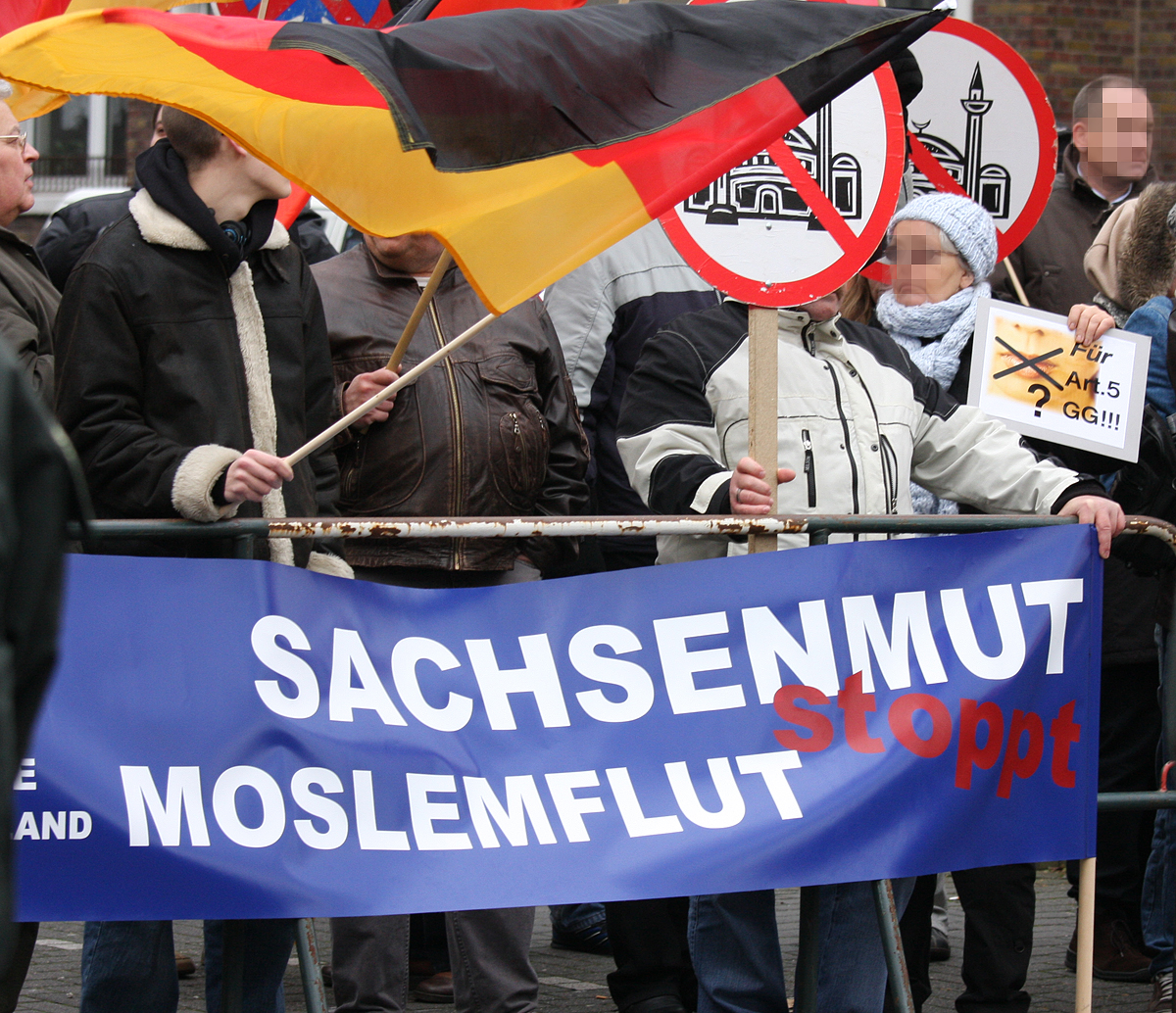
Anti-Moschee-Demonstration der als verfassungsfeindlich eingestuften Bürgerbewegung pro Köln (2008)

Von den ungefähr vier Millionen in Deutschland lebenden Muslimen sind 600 000 bis 700 000 regelmäßige Moscheebesucher.
In Deutschland gibt es 159 Moscheen mit Kuppel und Minarett (Stand 2011). Die Mehrheit davon ist von der Türkisch-Islamischen Union der Anstalt für Religion (indirekt dem türkischen Staat zugehörig) oder von anderen türkischen Sunniten erbaut; über 40 gehören der Ahmadiyya, mehr als 12 Moscheen sind anderen sunnitischen Gruppierungen (Araber, Nordafrikaner) zugehörig. Stand 2006 gab es mindestens eine in Deutschland errichtete Moschee der Schiiten. Viele muslimische Gruppierungen haben keine repräsentativen Bauten errichtet und verrichten die Gebete in Hinterhofmoscheen, die genaue Anzahl ist nicht bekannt, da es kein Register oder Verzeichnis für Moscheen in Deutschland gibt. Die von einer Privatperson betriebene Homepage moscheesuche.de führte im Februar 2017 insgesamt 2284 Moscheen auf. Moscheen von verschiedenen Richtungen, welche der Betreiber als Ungläubige oder Ablehner bezeichnet, wie Schiiten und Ahmadiyya Muslim Jamaat, fehlen dort. Zudem ist die Liste dort nicht aktuell. Das Bundesamt für Migration und Flüchtlinge schätzte 2012 die Anzahl auf 2342 Moschee bzw. Gebetsräumlichkeiten. Seit einigen Jahren fordern CDU-Politiker die Einführung eines Moscheeregisters. Ein Register wäre jedoch verfassungsrechtlich problematisch, da es ein derartiges nicht auch für andere Religionen gibt.

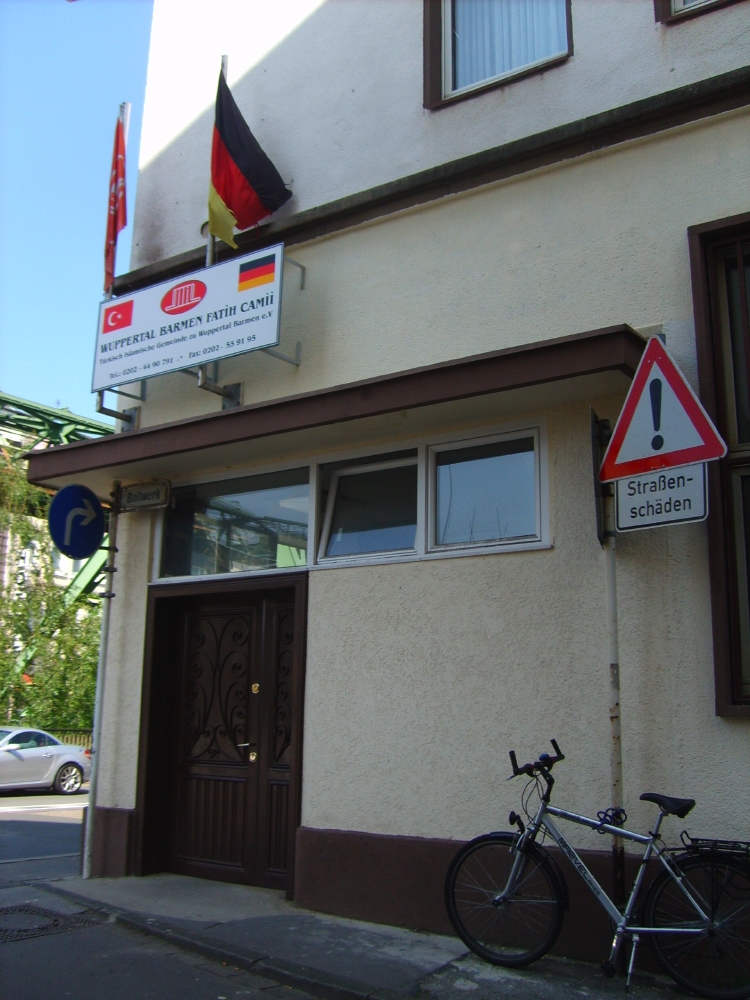
Hinterhofmoschee der DITIB. Mehrere Tausend solcher Hinterhofräume werden als Moschee genutzt

Der Bau von Moscheen stieß wiederholt auf Protest in Teilen der Bevölkerung. So formierten sich in Berlin, Dortmund und Aachen Bürgerinitiativen, die sich gegen den Bau eines islamischen Gotteshauses in ihren Ortschaften richteten. Von den Gegnern werden häufig Bedenken bezüglich der Architektur ins Feld geführt. In Mönchengladbach und Köln-Ehrenfeld war beispielsweise die Höhe der Minarette Stein des Anstoßes. Bei den Protesten klangen jedoch ebenso häufig fremdenfeindliche Töne mit, wie etwa bei den Protesten gegen die Chadidscha-Moschee in Berlin-Heinersdorf. Gegen deren Errichtung im Jahr 2008 durch die Ahmadiyya gab es bereits im Vorfeld massiven Widerstand mit Unterschriftensammlungen und es kam zu der Gründung eines eigenen Vereins, der sich gegen die Errichtung stellt. Im Zuge des Baus der DITIB-Zentralmoschee Köln tat sich beim Protest besonders die Bürgerinitiative Pro Köln hervor, auch sie sammelte Unterschriften, veranstaltete Mahnwachen und Protestzüge und organisierte einen so genannten „Anti-Islamisierungskongress“. In Einzelfällen wurden Kirchen zu Moscheen umgebaut wie die Kapernaumkirche in Hamburg-Horn.

### Bestattungen
Für gläubige Muslime ist die Erdbestattung die einzig mögliche Bestattungsform. Bei einer islamischen Bestattung sind mehrere Regeln zu beachten. Die Feuerbestattung ist im Islam verboten. Da das Bestattungsrecht in Deutschland Sache der Länder ist, unterscheiden sich die Bestattungsgesetze in den verschiedenen Bundesländern.
Der Landtag von Baden-Württemberg hatte im März 2014 mit den Stimmen aller Fraktionen die Änderung des Bestattungsgesetzes beschlossen. Danach besteht auch in diesem Bundesland keine Sargpflicht mehr. Dadurch sind auch Begräbnisse nach islamischen Ritus möglich. Ebenso fiel auch die Vorgabe eines frühesten Bestattungszeitpunkts – nach 48 Stunden nach dem Tod – weg.
Bayern hielt lange als eines der letzten Bundesländer bis April 2021 an der Sargpflicht fest. Lediglich in Sachsen-Anhalt ist eine nach islamischen Vorschriften sarglose Bestattung noch nicht möglich. In Sachsen-Anhalt lehnten CDU und SPD nach einem Jahr Debatte 2015 jegliche Änderung des Bestattungsgesetzes im Land ab. Grüne und Die Linke hatten entsprechende Gesetzentwürfe ausgearbeitet und vorgelegt.

### Friedhöfe
Im Oktober 2014 trat im bevölkerungsreichsten Bundesland Nordrhein-Westfalen ein neues Gesetz in Kraft, wonach die Errichtung und der Betrieb von Friedhöfen mittels einer Beleihung auf gemeinnützige Religionsgemeinschaften oder religiöse Vereine übertragen werden kann, wenn diese den dauerhaften Betrieb sicherstellen können. Dadurch können Muslime auch in Deutschland islamische Friedhöfe errichten. Außerdem wurde mit dem neuen Gesetz die Frist für die frühestmögliche Erdbestattung auf 24 Stunden heruntergestuft. Durch diese Gesetzesänderung wollte die Landesregierung vor allem für die hier geborenen Kinder aus eingewanderten Familien die Möglichkeit bieten, dass sich ihre Eltern ortsnah und nach muslimischem Brauchtum bestatten lassen können.
In Wuppertal sollte 2018 der erste muslimische Friedhof in Deutschland entstehen. Es handelt sich um ein Gelände in evangelischer Trägerschaft. 2009 hatte die evangelische Kirche 20.000 m² an die Jüdische Kultusgemeinde verschenkt, weitere 20.000 m² sollen nun an die Wuppertaler Muslime verkauft werden. Bis 2020 war der Friedhof noch nicht in Betrieb, es werden Spendengelder für ihn gesammelt.

### Feiertage
In Deutschland gibt es keine gesetzlichen islamischen Feiertage; allerdings ist es geregelt, dass muslimische Schüler an hohen Feiertagen wie dem Fastenbrechen oder dem Opferfest nicht zur Schule kommen müssen – in den Lehrerkalendern sind diese Feiertage auch eingetragen. Der Vorsitzende der Zentralrat der Muslime Aiman Mazyek fordert zudem, islamische Feiertage offiziell als „deutsche Feiertage“ aufzunehmen – was aber nicht bedeuten solle, diese allgemein zu schul- und arbeitsfreien Tagen zu machen. Dies betrachtete 2009 allerdings der Vorsitzende der Türkischen Gemeinde in Deutschland (TGD) Kenan Kolat als wünschenswert: An wichtigen muslimischen Tagen sollten alle Kinder frei haben. Bereits im Jahr 2004 regte der Grünen-Politiker Hans-Christian Ströbele im Bundestag eine Debatte über einen muslimischen Feiertag an. Dort stieß der Vorschlag allerdings auf starke Ablehnung. Die konkrete Forderung nach zumindest einem einzigen freien islamischen Tag, auch für nichtmuslimische Kinder, stieß auf Kritik von Seiten des Zentralrats der Muslime; der Zentralrat der Juden hingegen empfand den Vorschlag als begrüßenswert und schlug im Zuge dessen auch einen jüdischen arbeitsfreien Feiertag vor.

### Scharia
Einige religiöse Vorschriften, die in der Scharia enthalten sind, lassen sich auch in Deutschland umsetzen, vorausgesetzt, sie widersprechen weder dem deutschen Grundgesetz noch dem Ordre public
Erlaubt ist zum Beispiel das Schächten, also das Ausbluten von Tieren bei der Schlachtung; allerdings schreibt das deutsche Recht eine Betäubung vor. Grundgesetzwidrig sind zum Beispiel die Ungleichbehandlung der Geschlechter und Religionen (Dhimmi und Harbī) sowie Körper- und Todesstrafen für Diebstahl und Ehebruch.
Anders als etwa in Großbritannien gibt es in Deutschland keine islamischen Schiedsgerichte, die nach der Scharia, also den islamischen Gesetzen, Recht sprechen. Laut Rechtsexperten werden aber auch ohne eigene Schiedsgerichte in Deutschland durch deutsche Richter nach dem islamischen Gesetz Urteile gesprochen – so im Familien- und Erbschaftsrecht. Wenn beispielsweise ein Muslim im Ausland polygam geheiratet hat, dann gilt diese Ehe auch in Deutschland. Dies ist möglich, da seit dem Jahr 1900 bei privaten Rechtsbeziehungen (Verträge, Familienfragen, Erbrechtsfragen) ausländisches Recht angewandt werden darf; so kann das islamische Recht genau wie das französische (Code civil) zum Zuge kommen.

### Muezzinrufe

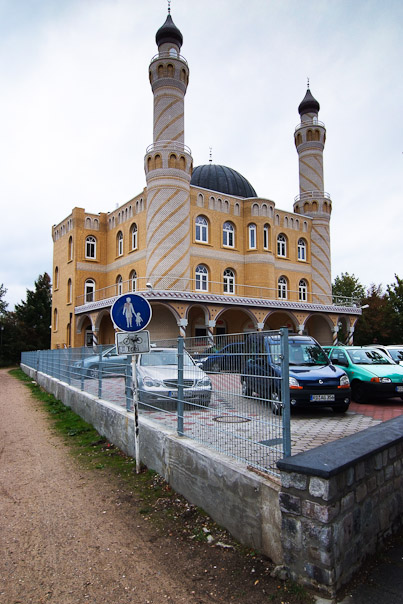
Von den Minaretten der Centrum-Moschee Rendsburg erklingt fünfmal am Tag der Adhān, der Aufruf zum Gebet

Traditionell ruft ein Muezzin die Muslime der Umgebung fünfmal am Tag von einem Minarett herab zum Gebet auf (Adhān). In Deutschland wird diese Praxis von Ort zu Ort unterschiedlich gehandhabt. Im Jahr 1995 wurde bei der Duisburger Stadtverwaltung von zwei muslimischen Gemeinden eine Genehmigung beantragt, den Gebetsruf einmal in der Woche verstärkt durch eine Lautsprecheranlage zu verkünden. Der Antrag löste eine landesweite Diskussion aus, und insbesondere die Evangelische Kirchengemeinde Duisburg-Laar lehnte, theologisch argumentierend, den öffentlichen Gebetsruf ab. Allerdings durften in anderen Städten Nordrhein-Westfalens zu der Zeit bereits Gebetsrufe durchgeführt werden: Nach einer erfolgreichen Klage im Jahr 1985 war die Dürener Fatih-Moschee die erste in der Bundesrepublik, in der ein Muezzin zum Gebet auffordern konnte. Dies darf dort fünfmal täglich erfolgen; in Siegen dreimal pro Tag, in Bochum einmal täglich und in Bergkamen einmal pro Woche. Auch in Dortmund, Gelsenkirchen, Hamm und Oldenburg wurden Anträge für Gebetsrufe von Moscheevereinen ohne Protest der Anwohner genehmigt. Im Jahr 2009 wehrten sich Bürger der Stadt Rendsburg in Schleswig-Holstein gegen die Pläne der dortigen Moschee, Lautsprecher an ihren zwei Minaretten anzubringen. Schließlich wurde 2010 dennoch der Antrag im Rathaus genehmigt, die Gebetsrufe dürfen fünfmal am Tag in der Zeit zwischen 6 und 22 Uhr ertönen; Rendsburg war damit nach Schleswig und Neumünster die dritte Stadt Schleswig-Holsteins, in der dies erlaubt wurde. In Köln-Ehrenfeld darf seit dem 14. Oktober 2022 ein Muezzin der DİTİB an der Zentralmoschee per Lautsprecher zum Gebet rufen. Der Ruf darf nicht lauter als 60 Dezibel sein und höchstens 5 Minuten dauern. Die Erlaubnis ist das Ergebnis einer Einigung zwischen der DİTİB und der Stadt Köln, das Modellprojekt ist auf 2 Jahre befristet.
Grundsätzlich sind islamische Gebetsrufe in Deutschland durch die Religionsfreiheit geschützt. Sie können aber nach dem Bundes-Immissionsschutzgesetz untersagt werden, wenn die Lautstärke für Nachbarschaft oder Straßenverkehr zu hoch ist.

### Halāl-Lebensmittel

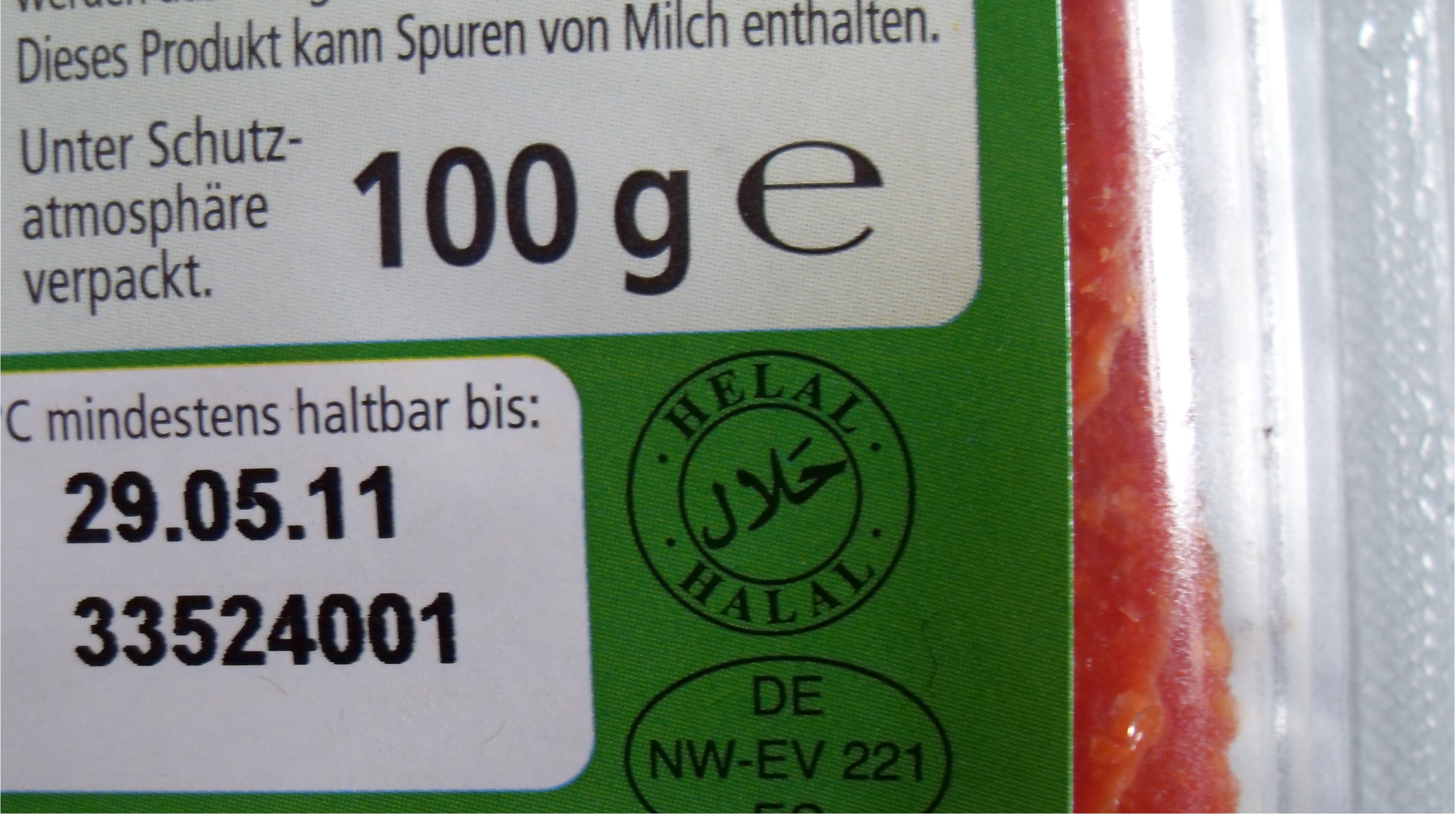
Halāl-Zertifikat auf einer Wurstpackung

In Deutschland bieten verschiedene Lebensmittelhersteller Produkte an, die halāl sind, also als islamkonform gelten. Das bedeutet, dass die Tiere, deren Stoffe in einem solchen Produkt enthalten sind, geschächtet worden sein müssen; darüber hinaus dürfen diese Produkte kein Schweinefleisch enthalten. Das deutsch-niederländische Unternehmen Mekkafood beispielsweise hat sich auf die Herstellung halāl-zertifizierter Lebensmittel spezialisiert. Andere Hersteller haben solche in ihr Sortiment aufgenommen, so zum Beispiel Wiesenhof, Dr. Oetker, Müller, Nestlé Deutschland, Westfleisch, Nordmilch oder die Supermarktketten Aldi, Edeka und Rewe. Gekennzeichnet bzw. zertifiziert werden diese Produkte mit einem „Halāl-Zeichen“, zuständig für die Zertifizierung ist unter anderem das Europäische Halal Zertifizierungsinstitut (EHZ), das seinen Sitz in der Centrum-Moschee in Hamburg hat.

### Bankenwesen
2015 hat die Finanzaufsichtsbehörde Bundesanstalt für Finanzdienstleistungsaufsicht (Abkürzung: BaFin) erstmals einer islamischen Bank eine Lizenz als Universalbank erteilt. Die Kuveyt Türk Bank AG, deren Geschäfte nach den Regeln des islamischen Finanzwesens ablaufen, will Filialen in Berlin, Köln und Frankfurt eröffnen.

## Konversion zum Islam
Über die Zahl der Menschen, die in Deutschland zum Islam konvertieren, gibt es keine regelmäßig erhobenen Angaben. Eine vom Bundesinnenministerium geförderte und vom Islam-Archiv in Soest durchgeführte Studie Mitte der 2000er-Jahre listet 2004/05 1152 Konvertiten; zwischen August 2005 und Juli 2006 soll sich die Zahl demnach auf rund 4000 vervierfacht haben – so hoch wie seit 1920 nicht mehr: Vor den Anschlägen vom 11. September 2001 waren es nach Angaben des Islam-Archivs jährlich nur 250 bis 300. Diese Zahlen seien allerdings nach Ansicht einiger Muslime und Islamwissenschaftler nicht repräsentativ und nicht stichhaltig; Vertreter von DITIB und Milli Görüş haben nach eigenen Aussagen nicht mit dem Islam-Archiv zusammengearbeitet. Der Leiter des Archivs, Muhammad Salim Abdullah, sprach hingegen von einer „Vollerhebung bei allen islamischen Verbänden sowie ausgewählten Moscheen“. Allerdings zweifeln auch ehemalige Mitarbeiter des Islam-Archivs an der Aussagekraft der Studie.
Die Gründe für einen Übertritt seien nach der Religionspädagogin Monika Wohlrab-Sahr vielschichtig: Während früher größtenteils Ehefrauen von Muslimen konvertierten, geschehe dies nun vermehrt aus „freien Stücken“. Dies betreffe sowohl Christen, die an ihrer Konfession zu zweifeln begannen, als auch Menschen, die sich durch das „Andersartige“ von der Masse abheben wollen.
Einige konvertierte Deutsche sollen anscheinend zu radikalen Ansichten neigen, also zum Islamismus tendieren. Nach einer Analyse des Bundeskriminalamtes von 2010 stuften deutsche Polizeibehörden elf Konvertiten als „Gefährder“ sowie 26 als „relevante Personen“ ein. Sie stehen unter Verdacht, islamistisch motivierte Terroranschläge zu planen.
Die Anthropologin Esra Özyürek sieht deutsche Konvertiten als wichtige Brückenbauer: Sie seien Vermittler zwischen den muslimischen Migranten und nicht-muslimischen Deutschen. Durch ihre Arbeit in ihren muslimischen Gemeinden seien sie ein Gewinn für die Integration, so geben sie dort Deutschunterricht und hinterfragen patriarchalische Strukturen. Die wenigsten Konvertiten würden radikal werden.

## Muslime in der Politik

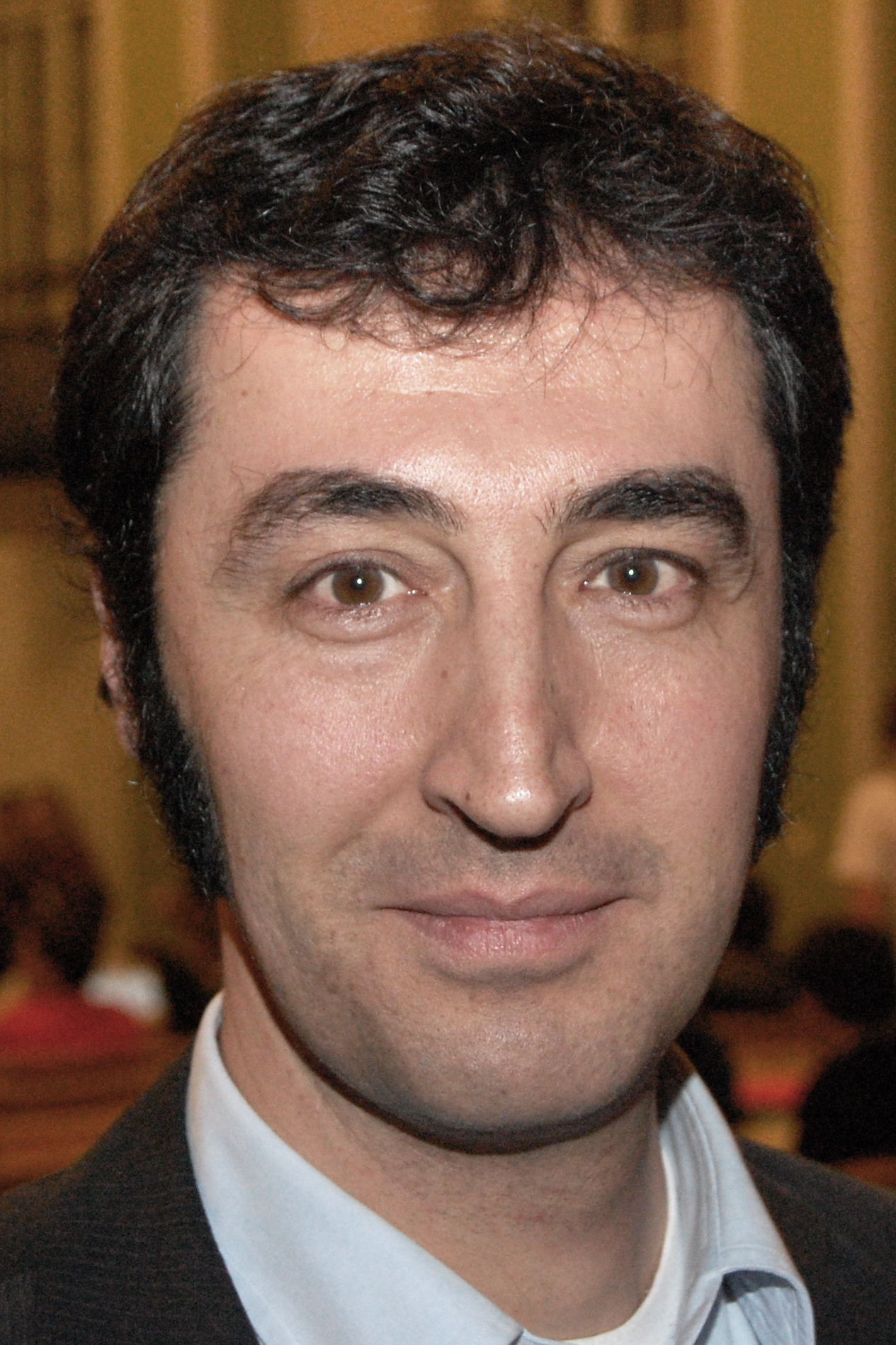
Cem Özdemir, erster muslimischer Vorsitzender einer im deutschen Bundestag vertretenen Partei

### Abgeordnete
Mit Cem Özdemir und Leyla Onur waren 1994 erstmals Abgeordnete mit muslimischem Hintergrund im Bundestag vertreten. Ihnen folgten Ekin Deligöz (1998), Lale Akgün (2002), Hüseyin Kenan Aydın, Sevim Dağdelen und Hakkı Keskin (2005), Omid Nouripour (2006), Bijan Djir-Sarai (2009) und Aydan Özoğuz (2009).
Im November 2008 wählten Bündnis 90/Die Grünen den türkischstämmigen Politiker Cem Özdemir zu ihrem Parteivorsitzenden. Er war in Deutschland der erste Muslim in einer solchen Position. Özdemir bezeichnete sich im Jahr 2008 in einem in englischer Sprache geführten Interview als „säkularen Muslim“ (englischer Originaltext: „secular Muslim“).
Der damalige niedersächsische Ministerpräsident Christian Wulff (CDU) berief im April 2010 mit Aygül Özkan erstmals eine Muslima als Ministerin in ein Landesministerium, nämlich das Ministerium für Soziales, Frauen, Familie, Gesundheit und Integration. Innerhalb der CDU gibt es außerdem seit 1997 das Deutsch-Türkische Forum. Derzeitiger Vorsitzender ist Bülent Arslan.
In Nordrhein-Westfalen war Zülfiye Kaykin (SPD) von 2010 bis 2013 Staatssekretärin für Integration.
Bilkay Öney war von 2011 bis 2016 in Baden-Württemberg im Kabinett Kretschmann I Landesministerin für Integration. In Berlin ist die in der Türkei geborene Dilek Kolat (SPD) seit Dezember 2011 in verschiedenen Funktionen Mitglied des Berliner Senates. Von 2014 bis 2016 war sie zusätzlich als Bürgermeisterin Stellvertreterin des Regierenden Bürgermeisters. Seit 2011 ist der bekennende Muslim Raed Saleh Fraktionsvorsitzender der SPD-Fraktion im Abgeordnetenhaus. Seit dem Jahr 2019 ist mit Belit Onay (Grüne) das erste Mal ein „liberaler Muslim“ (Eigenbezeichnung) Oberbürgermeister einer Landeshauptstadt (Hannover).
Mit Amira Mohamed Ali, deren Vater aus Ägypten stammt, wurde 2019 erstmals eine gläubige Muslimin Fraktionsvorsitzende der Linken.
Mit der Bundestagswahl 2021 wurden mindestens 38 Abgeordnete mit Migrationshintergrund aus mehrheitlich muslimischen Ländern in den 20. Bundestag gewählt. Das entspricht einem Anteil von 5,3 %. Die meisten davon stellte die SPD auf, gefolgt von Bündnis 90/Die Grünen und Die Linke. Die Hälfte dieser Abgeordneten hat Wurzeln in der Türkei (Aydan Özoğuz, Hakan Demir, Metin Hakverdi, Macit Karaahmetoğlu, Derya Türk-Nachbaur, Mahmut Özdemir, Cansel Kızıltepe, Gülistan Yüksel, Takis Mehmet Ali, Nezahat Baradari, Cem Özdemir, Ekin Deligöz, Canan Bayram, Filiz Polat, Melis Sekmen, Ateş Gürpınar, Sevim Dağdelen und Gökay Akbulut und Serap Güler). Neun Abgeordnete stammen aus arabischen Ländern (Sanae Abdi, Ali Al-Dailami, Muhanad Al-Halak, Lamya Kaddor, Kassem Taher Saleh, Rasha Nasr, Alexander Radwan, Reem Alabali-Radovan, Amira Mohamed Ali). Fünf Abgeordnete mit Familienhintergrund aus dem Iran (Sahra Wagenknecht, Kaweh Mansoori, Yasmin Fahimi, Bijan Djir-Sarai, Parsa Marvi). Schahina Gambir stammt aus Afghanistan, Misbah Khan aus Pakistan, Adis Ahmetovic wurde als bosnischer Staatsbürger (in Deutschland) geboren, und Awet Tesfaiesus stammt aus Eritrea.

### Parteien

#### Islamische Partei Deutschlands
Am 19. November 1998 wurde die Islamische Partei Deutschlands (IPD) in München gegründet. Zum Vorstand der IPD konnte nach einiger Zeit seitens des Bundeswahlleiters kein Kontakt mehr hergestellt werden, weshalb sie am 26. Juli 2002 wieder aus seiner Unterlagensammlung herausgenommen wurde. Da es bisher keinen Auflösungsbeschluss gegeben hat, besteht die Partei formell noch heute.

#### Bündnis für Innovation und Gerechtigkeit (BIG)
Das Bonner Bündnis für Frieden & Fairness (BFF) wurde am 30. Juni 2009 in Bonn gegründet. Im März 2010 fusionierte die Wählervereinigung mit den beiden anderen Initiativen Alternative Bürgerinitiative Köln (ABI Köln) sowie Bürgerinitiative Gelsenkirchen in Köln zur Partei Bündnis für Innovation und Gerechtigkeit (BIG). Sie gilt als deutscher Ableger der rechtskonservativen türkischen AKP.
Die deutsche BIG-Politikerin Hülya Dogan war ab 2009 die erste kopftuchtragende Frau, die in einem deutschen Stadtrat saß. Spiegel Online schrieb dazu: „Das vielleicht deutlichste Statement des Bündnisses ist die Kopfbedeckung von Hülya Dogan. ‚Ich sitze nicht nur als Hülya Dogan im Stadtrat, sondern stellvertretend für alle Frauen mit Kopftuch‘, sagt die Neu-Politikerin. ‚Das war eine bewusste Entscheidung, und uns war klar, dass das auch eine Belastung ist.‘“ Die Politikerin wurde damals angefeindet und im Internet offen beschimpft.
Im März 2014 schloss sich die 2010 gegründete Muslimisch-Demokratische Union (MDU) der BIG an.

## Liberaler Islam
Vertreter eines liberalen Islams sind in Deutschland einerseits Einzelpersonen wie Mouhanad Khorchide, Lamya Kaddor oder Bassam Tibi, andererseits auch eine Reihe von Organisationen wie Liberal-Islamischer Bund LIB, Muslimisches Forum Deutschland MFD, Verband Demokratisch-Europäischer Muslime VDEM, das Zentrum für Islamische Frauenforschung und -förderung oder der Ibn-Ruschd-Preis.

## Islamismus und Kriminalität
Ein Charakteristikum des Islamismus ist die Priorisierung der Scharia gegenüber dem staatlichen Recht. Dies wird insbesondere im Grundgesetz der Bundesrepublik Deutschland beim Grundrechtskatalog deutlich, der mit der islamistischen Rechtsauffassung als nicht vereinbar gilt und von Islamisten daher nicht anerkannt wird. Bei zu klärenden Rechtsfällen ergibt sich eine Paralleljustiz, da in islamischen Parallelgesellschaften in Deutschland islamische Rechtsgelehrte konsultiert werden.
Von den 5,6 Millionen Muslimen in Deutschland sind laut dem Bundesamt für Verfassungsschutz Stand 2023 geschätzt zwischen 27.000 und 50.000 Islamisten; d. h. Muslime, die aus dem Islam einen politischen Herrschaftsanspruch ableiten und einen islamischen Staat fordern. Davon sind 10.500 Salafisten. Der Salafismus bildet damit die zahlenmäßig bedeutendste islamistische Strömung in Deutschland. Anhänger des Dschihadismus, d. h. Islamisten, die einen islamischen Gottesstaat mit Gewalt herbeiführen wollen, gibt es laut Verfassungsschutz 1.000 bis 2.000 in Deutschland.
Nach Aussage des deutschen Islamwissenschaftlers Guido Steinberg kommen deutsche Sicherheitsbehörden „seit 2015 mit der Überprüfung von Verdächtigen“ aus der islamistischen Szene „nicht mehr hinterher“. Den Behörden fehlten laut Steinberg „die Mittel und der Überblick, wer sich gerade im Land befindet“.„Kontrollverlust“ sei eine „nüchterne Beschreibung“ dessen. Stand 2024 hat die „Szene der Muslimbrüder“ laut Steinberg „mehrere Zehntausend“ identifizierte Anhänger in Deutschland.
Deutschland galt in den 90er Jahren vor allem als Ruheraum für potenzielle islamische Schläfer; so lebten beispielsweise drei der Attentäter der Terroranschläge am 11. September 2001 (Mohammed Atta, Marwan al-Shehhi, Ziad Jarrah) sowie manche ihrer Unterstützer – alle zusammen als Hamburger Zelle bezeichnet – einige Zeit in der Bundesrepublik. Islamistische Anlaufstellen waren in der Vergangenheit das 2005 verbotene Multikulturhaus in Neu-Ulm sowie das in der Nachbarstadt Ulm beheimatete Islamische Informationszentrum (IIZ), das sich 2007 auflöste.
Deutsche Anhänger des Dschihadismus suchten oft Anschluss an international agierende Gruppierungen wie die Islamische Dschihad-Union (die bis 2007 bestehende Sauerland-Gruppe bspw. war eine Zelle der IDU) oder reisen in das Ausland, um direkt an Konflikten teilzunehmen, wie die Deutschen Taliban-Mudschahidin in Afghanistan/Pakistan.
Unter den radikalisierten Muslimen befinden sich vermehrt deutsche Konvertiten (man spricht vom so genannten „Homegrown-Terrorismus“). Die vom radikalen Islamismus ideologisierten Personen rekrutieren sich oftmals selbst über das Internet, wie der Fall des Kosovaren Arid Uka zeigt, der zwei US-Soldaten im März 2011 am Frankfurter Flughafen erschoss, um sie an der Einreise nach Afghanistan zu hindern.
2011 war Bundesinnenminister Hans-Peter Friedrich bei der Errichtung der Beratungsstelle Radikalisierung federführend, um einer Radikalisierung einzelner junger deutscher Muslime entgegenzusteuern.
Eine Besonderheit in Deutschland stellt auch die Clan-Kriminalität dar, deren Angehörige oft miteinander verwandte Flüchtlinge aus der Türkei, dem Libanon oder Syrien sind und gemeinsam Straftaten begehen.
2021 wurde der in Deutschland gegründete Verein Ansaar International verboten. Ihm war vorgeworfen worden, Spendengelder für militante islamistische Gruppen gesammelt zu haben.
Bei einer repräsentativen Umfrage im Zeitraum von Juli 2023 bis April 2024 der Forschungsstelle Islam und Politik der Universität Münster unter Mouhanad Khorchide bei 1887 Muslimen mit Migrationshintergrund in Deutschland vertraten 19,9 Prozent Meinungen, die eine Radikalisierung begünstigen. Hochgerechnet auf die 5,3 bis 5,6 Millionen Muslime in Deutschland wären dies mehr als eine Million Menschen. Diese Muslime fühlten sich in besonderer Weise in ihrer persönlichen Weltanschauung gekränkt, haben starke antiwestliche oder antisemitische Feindbilder und zugleich eine geringe Kritikfähigkeit. Die Münsteraner Forscher fassen diese als „Ressentiment-Gruppe“ zusammen. In der „Ressentiment-Gruppe“ bejahte eine Mehrheit die Frage, ob der Islam „die einzige und letztgültige politische Autorität“ sein sollte oder ob die islamischen Gesetze der Scharia „viel besser als die deutschen Gesetze“ sind. Jeder dritte dieser Gruppe befürwortet Gewalt auf vermeintlich erlittenes Unrecht, hochgerechnet deutschlandweit mehr als 300.000 Menschen. Jeder Zehnte der „Ressentiment“-Gruppe würde auch selbst Gewalt einsetzen, um sich „für die Interessen von Muslimen“ einzusetzen. Hochgerechnet entspräche dies rund 100.000 Menschen.
Siehe auch: Islamismus#Deutschland, Salafismus in Deutschland, Islamistischer Terrorismus in Deutschland

## Islamfeindlichkeit
Gegen den Mord an der Ägypterin Marwa El-Sherbini in Dresden im Jahr 2009 protestierten Muslime in Deutschland und im Ausland und bezeichneten die Tat als krassen Ausdruck einer allgemeinen Islamfeindlichkeit in Deutschland. Ihr Mörder, ein arbeitsloser Russlanddeutscher, beschimpfte sie als Islamistin und erstach sie bei einer späteren Verhandlung im Landgericht Dresden.
Seit den 2000er-Jahren kommt es in Deutschland vermehrt zu Brandanschlägen auf Moscheen. Betroffen waren unter anderem eine Moschee in Wolfenbüttel (2002), die Fatih-Moschee in Sinsheim (2004), eine Moschee der Ahmadiyya in Usingen (2004), die Fatih-Moschee in Stadtallendorf (2009), in Berlin allein im zweiten Halbjahr 2010 die al-Nur-Moschee sowie viermal die Sehitlik-Moschee, im Januar 2011 dort die kaum genutzte Wilmersdorfer Moschee der Lahore-Ahmadiyya; einen versuchten Anschlag gab es in Korbach (2010). Bei einem Brand in der Berliner Mevlana-Moschee 2014 wird ebenfalls ein Anschlag vermutet, im selben Jahr gab es in Bielefeld ebenfalls Brandanschläge auf zwei Moscheen. Die Angriffe waren dabei oftmals rechtsextrem motiviert. Bislang kam es nur zu Sachschäden.
Eine Befragung aus dem Jahr 2005 im Rahmen des Langzeitprojektes „Gruppenbezogene Menschenfeindlichkeit“ (GMF) ergab, dass 24 % der deutschen Bevölkerung der Meinung sind, dass Muslimen die Zuwanderung nach Deutschland untersagt werden sollte, 34 % fühlten sich durch Muslime wie Fremde im eigenen Land.
Kleinparteien wie die 2005 in Köln gegründete Bürgerbewegung pro Deutschland und die 2010 in Berlin gegründete Partei Die Freiheit und Blogs wie Politically Incorrect werden von Medien und Politikwissenschaftlern als Hinweis auf eine in Teilen der deutschen Bevölkerung manifeste Islamfeindlichkeit eingeordnet.

## Islamkritik
Zahlreiche deutsche Autoren, auch solche mit muslimischem Hintergrund und muslimischen Glaubens, vertreten eine kritische Haltung gegenüber dem Islam. So wendet sich Necla Kelek gegen die Unterdrückung der Frauen in der muslimischen Gesellschaft bzw. das muslimische Geschlechterbild. Eine ähnliche Meinung vertrat Seyran Ateş, die gegen Zwangsheiraten und sogenannte Ehrenmorde kämpfte, die im muslimischen Milieu in Deutschland bekannt wurden. Ateş zog sich 2009 nach mehreren Morddrohungen aus der Öffentlichkeit zurück. Die vormalige Bundestagsabgeordnete Lale Akgün kritisiert die „unheilvolle Islamisierung zu vieler Lebensbereiche, in denen Religion nichts zu suchen hat“, gleichzeitig würden die großen Islamverbände ausschließlich konservative Positionen vertreten – deren Akteure seien „in ihrem Denken oft im Mittelalter verhaftet“. Der aus Ägypten stammende Politikwissenschaftler Hamed Abdel-Samad fordert einen „Islam Light“ und wendet sich gegen die Praktizierung der Scharia, Geschlechtertrennung und Missionierung. Auch Abdel-Samad erhielt für seine Thesen Morddrohungen und stand zeitweise unter Polizeischutz.
Der Journalist Henryk M. Broder warnte vor einer Appeasement-Politik gegenüber dem radikalen Islam. Die Frauenrechtlerin Alice Schwarzer bezeichnete das muslimische Kopftuch als „Flagge der islamistischen Kreuzzügler“, es sei kein religiöses, sondern ein politisches Symbol. Der ehemalige Berliner Finanzsenator und Autor Thilo Sarrazin macht die Kultur des Islam verantwortlich für eine vorgeblich schlechte Integration türkisch- und arabischstämmiger Migranten in die deutsche Gesellschaft. Der Publizist Udo Ulfkotte polemisierte in seinen Büchern von einer Islamisierung Europas durch ein seiner Ansicht nach drohendes „Eurabien“ und gründete 2007 die antiislamische Bürgerbewegung Pax Europa.
Im Jahr 2007 wurde in Deutschland der Zentralrat der Ex-Muslime gegründet, der die fehlende Religions- und Meinungsfreiheit im islamischen Rechtssystem kritisiert und auf säkularen Humanismus von vormals muslimischen Apostaten aufmerksam machen will.
Abdel-Hakim Ourghi beobachtet, dass die in den muslimischen Gemeinden vermittelte, von ihm „nicht zukunftsfähige“ bezeichnete Religion die Mitglieder von deren westlicher Lebenswirklichkeit isoliere. Viele Freitagsgebete endeten mit einem Bittgebet um einen Sieg über Andersgläubige. Ourghi wünscht sich, dass Predigten auf Deutsch gehalten würden. Laut einem gemeinsamen Forschungsprojekt des Erlanger Zentrums für Islam und Recht in Europa und der Friedrich-Alexander-Universität Erlangen-Nürnberg sind die Predigten in den großen türkischstämmigen Gemeinden hingegen „akzeptabel“ und auf Alltagsfragen ausgerichtet.
Das im Jahr 2010 veröffentlichte Buch Deutschland schafft sich ab von Thilo Sarrazin, das zu einem der meistverkauften Sachbücher in Deutschland wurde, kritisiert den Islam in Deutschland insbesondere hinsichtlich „niedriger Bildungsstandards“, „hoher Geburtenjahrgänge“, der Beanspruchung des Sozialstaats und der Bildung von Parallelgesellschaften.

## Kontroversen

### Anerkennung und Gleichstellung mit anderen Glaubensgemeinschaften
Zur Zugehörigkeit des Islams zu Deutschland sagte Bundespräsident Wulff:

„Das Christentum gehört zweifelsfrei zu Deutschland. Das Judentum gehört zweifelsfrei zu Deutschland. Das ist unsere christlich-jüdische Geschichte. Aber der Islam gehört inzwischen auch zu Deutschland. Vor fast 200 Jahren hat es Johann Wolfgang von Goethe in seinem West-östlichen Divan zum Ausdruck gebracht: ‚Wer sich selbst und andere kennt, wird auch hier erkennen: Orient und Okzident sind nicht mehr zu trennen.‘“

Die Reaktion auf die Wulff-Rede war wie folgt:

„Der Islam ist nicht Teil unserer Tradition und Identität in Deutschland und gehört somit nicht zu Deutschland.“

„Ich hätte einfach gesagt, die Muslime, die hier leben, gehören zu Deutschland.“

„Der frühere Bundespräsident Christian Wulff hat gesagt: Der Islam gehört zu Deutschland. Und das ist so. Dieser Meinung bin ich auch.“

„Ich teile diese Auffassung nicht. Muslime sind in Deutschland willkommen und können ihre Religion ausüben. Das bedeutet aber nicht, dass der Islam zu Sachsen gehört.“

Die SPD-nahe Friedrich-Ebert-Stiftung kritisierte im Mai 2015, dass die größte Minderheit in Deutschland noch immer benachteiligt werde. In einer von ihr veröffentlichten Studie über die rechtliche Anerkennung des Islam in Deutschland wird beschrieben, welche Schritte Deutschland auf dem Weg zu einer Gleichstellung des Islam machen muss. Der Herausgeber Dietmar Molthagen schrieb in dem Gutachten, das den Titel „Die rechtliche Anerkennung des Islam in Deutschland“ trägt, es sei „unbestreitbar, dass islamische Gemeinschaften im Moment eben nicht gleichberechtigt sind zu etwa christlichen oder jüdischen“. Molthagen, Historiker der Friedrich-Ebert-Stiftung und Projektleiter des Bereiches „Religion und Politik“, befand: „Insofern besteht Handlungsbedarf, um den Gleichbehandlungsgrundsatz des religiös neutralen Staats zu erfüllen“. Aus der Studie lassen sich folgende Punkte ableiten, um „eine Gleichstellung mit den christlichen Kirchen und der jüdischen Gemeinde zu ermöglichen“. Demnach solle der Staat:
- islamischen Religionsunterricht fördern
- muslimische Feiertage gestatten
- staatliche Fördergelder bereitstellen
- Bestattungen nach moslemischem Ritus, gegebenenfalls auf islamischen Friedhöfen, gestatten
- Kopftuchverbote für Lehrerinnen, wie sie in mehreren Bundesländern herrschen, überdenken.[147]

### Demokratie
Bei einer Umfrage des Instituts für Demoskopie Allensbach 2021 gaben 81 Prozent der deutschen Bürger muslimischen Glaubens an, dass die Demokratie die beste Staatsform sei. Bei der Gesamtbevölkerung betrug der Anteil 70 Prozent. Zudem geben 53 Prozent unter den muslimischen Wahlberechtigten gegenüber Prozent in der Gesamtbevölkerung an, dass sie mit dem Funktionieren der Demokratie sehr zufrieden seien. Auch hinsichtlich der sozialen Aufstiegschancen äußern sich Muslime optimistischer – 71 Prozent sehen ihre Lage als besser als die ihrer Eltern, verglichen mit 44 Prozent in der Gesamtbevölkerung. In parteipolitischer Hinsicht zeigen muslimische Wahlberechtigte eine stärkere Neigung zur linken Hälfte des Parteienspektrums, insbesondere zur SPD, während die FDP und AfD deutlich weniger Zuspruch erhalten.

### Kopftuchdebatte
Das Tragen eines Kopftuches bzw. Verschleierung durch muslimische Frauen in der Öffentlichkeit löste immer wieder Diskussionen aus. Die religiös motivierte Bedeckung der Haare empfinden viele Deutsche als fremdartig und abgrenzend, vor allem aber auch als Symbol der Unterdrückung der Frau. Besonders kopftuchtragende Frauen in Bildungseinrichtungen und öffentlichen Ämtern sind dabei ein Streitthema. In zahlreichen Bundesländern Deutschlands ist für Lehrerinnen (auch anderer Religionen) das Tragen des Kopftuchs mit religiösem Hintergrund verboten.
Ende Januar 2015 befand das Bundesverfassungsgericht ein pauschales Kopftuchverbot in öffentlichen Schulen nach einem Grundsatzbeschluss als nicht mit dem Grundrecht auf Glaubens- und Bekenntnisfreiheit vereinbar, so dass mit Gesetzesänderungen neben dem Schulgesetz für das Land Nordrhein-Westfalen in den Schulgesetzen weiterer Bundesländern gerechnet wird. Ein Verbot sei nur dann gerechtfertigt, wenn durch das Tragen eine „hinreichend konkrete Gefahr“ für den Schulfrieden oder die staatliche Neutralität ausgehe. Eine abstrakte Gefahr reiche jedoch nicht aus.
Über zwei Drittel (70 Prozent) der muslimischen Mädchen und Frauen in Deutschland tragen laut einer repräsentativen Studie aus dem Jahr 2020 kein Kopftuch. Ob Musliminnen in Deutschland ein Kopftuch tragen, hängt laut der Studie stark vom Alter ab. Von den Mädchen im Kindergarten- oder Grundschulalter (bis 10 Jahre) sind es weniger als ein Prozent. Mit Eintritt der Pubertät erhöht sich der Anteil auf 11,5 Prozent. Im Alter von 16 bis 25 Jahren tragen 26 Prozent der muslimischen Frauen ein Kopftuch,
von 26 bis 65 Jahren 40 Prozent und von den über 65-Jährigen 62 Prozent.

### Antisemitismus
Seit Beginn der zweiten Intifada im Herbst 2000 zeigte sich, dass antisemitische Stereotype und Propaganda unter arabischstämmigen, nordafrikanischen und türkischen Migranten virulent sind. Diese richten sich insbesondere in einer antizionistischen Variante gegen Israel, aber auch gegen Juden an sich. Vor dem Hintergrund der Anschläge des 11. September und des Kriegs gegen den Terror haben sich diese antizionistischen Motive mit antiamerikanischen verbunden. In Deutschland sind es vor allem Teile der türkisch-muslimischen männlichen Jugendlichen, bei denen eine Solidarisierung im Sinne einer Verbrüderung der Muslime mit den Palästinensern erfolgte, die ausschließlich als Opfer wahrgenommen werden. Ein Beispiel für die Gefahr einer Radikalisierung ist der auf der Buchmesse der türkisch-islamistischen Organisation Millî Görüş gezeigte antisemitische Film Zahras blaue Augen. Ein anderes Beispiel ist der vor allem bei türkischstämmigen Jugendlichen in Deutschland auf große Begeisterung gestoßene Film Tal der Wölfe. Auf der Buchmesse konnten auch antisemitische Schriften wie Die Protokolle der Weisen von Zion, Der internationale Jude und Werke von Harun Yahya frei erworben werden. Weitere Verbreitungsmedien sind Radio und Internet.
Nach einer Studie im Auftrag des Bundesinnenministeriums aus dem Jahr 2007 tendieren muslimische Jugendliche überdurchschnittlich stark zu antisemitischen Vorurteilen. Eine Rolle spielen dabei auch türkische und arabische Fernsehsender, deren Programme per Satellit auch in Deutschland empfangbar sind und die antisemitische Ressentiments verbreiten. In der Vergangenheit wurden in Deutschland bereits Metin Kaplans „Kalifatstaat“ (2001), die panislamische Hizb ut-Tahrir (2003) sowie 2006 der Verlag der türkischen Zeitung Anadolu'da Vakit unter anderem auch wegen antijüdischer Hetze verboten. Die türkische und die palästinensische Gemeinde in Berlin warnten jedoch davor, derartige Vorfälle hochzuspielen und stattdessen vom eigentlichen Problem des Rechtsextremismus abzulenken. Laut Stephan Kramer, Generalsekretär des Zentralrats der Juden, ist die Gewaltbereitschaft im muslimischen Lager vergleichbar mit der im rechtsextremen Lager. Eine 2023 von der Konrad-Adenauer-Stiftung veröffentlichte Studie ermittelte, dass rund ein Viertel (26 Prozent) der Muslime in Deutschland die Aussage bejahen, dass reiche Juden „die eigentlichen Herrscher der Welt“ seien. Im Bevölkerungsdurchschnitt sind es nur sechs Prozent. Der Rat der Berliner Imame sowie weitere Verbände und Organisationen kritisierten antisemitische Reaktionen auf den Terrorangriff der Hamas 2023.

### Verwandtenheirat
Im islamischen Kulturkreis sind Ehen zwischen Blutsverwandten verbreitet, vor allem zwischen Cousin und Cousine; hierbei wird vorrangig eine Heirat mit der Tochter des vaterseitigen Onkels angestrebt. Diese Sitte wird vielfach von in Deutschland lebenden Migranten aus muslimisch-geprägten Ländern beibehalten. So ist nach einer Studie der Bundeszentrale für gesundheitliche Aufklärung (BZgA) aus dem Jahr 2010 etwa jede vierte türkischstämmige Frau in Deutschland mit einem leiblichen Verwandten verheiratet.

### Beschneidung von Jungen
Die religiös motivierte Beschneidung der Penisvorhaut (tahāra) von Männern ist Bestandteil in der islamischen Tradition und wird traditionell vom Sünnetçi durchgeführt. Die Beschneidung (medizinischer Fachbegriff: Zirkumzision) wird zunehmend von Ärzten durchgeführt; sie impliziert durchaus Risiken (Näheres hier).
Ein Urteil am Landgericht Köln vom 7. Mai 2012 sieht in der Beschneidung der Penisvorhaut eines minderjährigen Jungen eine strafbare Körperverletzung, auch wenn die Einwilligung der Eltern religiös motiviert ist.
Der Zentralrat der Muslime in Deutschland (ZMD) kritisierte dieses Urteil als einen eklatanten und unzulässigen Eingriff in das Selbstbestimmungsrecht der Religionsgemeinschaften und in das Elternrecht; auch einige Repräsentanten jüdischer Organisationen äußerten sich dergestalt.
Der Deutsche Ethikrat tagte 2012 zu dem Thema; er empfahl, rechtliche Standards für eine Beschneidung minderjähriger Jungen aus religiösen oder weltanschaulichen Gründen zu etablieren, mit Mindestanforderungen (z. B. umfassende Aufklärung und Einwilligung der Sorgeberechtigten, qualifizierte Schmerzbehandlung, fachgerechte Durchführung des Eingriffs); zudem empfahl er, ein entwicklungsabhängiges Vetorecht des betroffenen Jungen anzuerkennen.
Der Bundestag beschloss am 12. Dezember 2012 in einem Gesetz, dass Beschneidungen von Jungen grundsätzlich zulässig sind. Vertreter der Deutschen Kinderhilfe, des Berufsverbands der Kinder- und Jugendärzte und von Terre des Femmes appellierten zuvor im September 2012 an Bundesregierung und Bundestag, rituelle Beschneidungen von Jungen nicht vorschnell per Gesetz zu erlauben und forderten ein zweijähriges Moratorium und die Einrichtung eines Runden Tisches, um das Thema Beschneidung in Deutschland wissenschaftlich fundiert zu diskutieren. Der Berufsverband der Kinder- und Jugendärzte bekräftigte noch einmal seine ablehnende Haltung zur Beschneidung aus religiösen Gründen. Gleichzeitig wurde die Forderung nach einem Moratorium in einer Petition an den Bundestag eingereicht.

### Schächten
Zwar ist das Schächten in Deutschland bislang nicht erlaubt, allerdings sind aus religiösen Gründen Ausnahmegenehmigungen möglich. Diese können Angehörige von Glaubensgemeinschaften in Anspruch nehmen, sofern ihnen ihre Religion zwingend vorschreibt, dass nur Fleisch gegessen werden darf, wenn das Tier ohne Betäubung durch einen Kehlschnitt getötet wurde und vollständig ausgeblutet ist. Genau dies sehen muslimische sowie jüdische Speisevorschriften vor. Das derart gewonnene Fleisch wird bei Muslimen als „halal“ (zulässig, erlaubt) und bei Juden als „koscher“ (tauglich, rein) bezeichnet.
Tierschutzorganisationen sehen das betäubungslose Schlachten kritisch und fordern ein Verbot. Anlässlich des Islamischen Opferfestes im Jahre 2011 wünschte die Tierrechtsorganisation PETA Deutschland e. V. allen Muslimen besinnliche und gesegnete Feiertage. Gleichzeitig führte sie aus: „Vor dem Hintergrund, dass die rituellen Speisegesetze ursprünglich in der Tradition des Tierschutzes stehen, bitten wir alle Muslime, eine tierfreundliche Ernährung in Betracht zu ziehen. Opferfest bedeutet nicht gleich Fleischverzehr. Allen Tierfreunden sei ein Fest, basierend auf rein pflanzlicher Nahrung, ans Herz gelegt.“ PETA ist allerdings nicht nur gegen die religiöse Schächtung von Tieren durch Muslime und Juden, sondern kämpft entschlossen gegen jede Art der Tötung von Tieren. Sie vertritt die Meinung: „Es gibt keinen ethisch korrekten Fleischkonsum und eine vegane Ernährung erübrigt die Debatten um die richtige Betäubungs- und Tötungsweise fühlender Tiere.“

## Demoskopische Umfragen zur Wahrnehmung des Islam in Deutschland
Laut einer im Auftrag der Bild-Zeitung Umfrage des Meinungsforschungsinstituts INSA fürchteten sich im Mai 2016 46 % der Deutschen vor einer Islamisierung Deutschlands, 39 % hatten hingegen keine Angst davor. Dass die hier lebenden Muslime „dazugehören“, befürworteten damals 49 % der Befragten, während es 21,2 % ablehnten.
Gemäß einer repräsentativen Umfrage von Infratest dimap gehörte der Islam im Mai 2016 für 60 % der Bundesbürger nicht zu Deutschland, während 34 % das Gegenteil empfanden. Damit hatte laut dieser Umfrage die Skepsis gegenüber dem Islam im Vergleich zu vorangehenden Jahren deutlich zugenommen. Eine repräsentative Umfrage des Forsa-Instituts vom März 2018 kam jedoch zu einem anderen Ergebnis: Der Umfrage zufolge gaben 47 % der Deutschen an, dass der Islam zu Deutschland gehöre, was 46 % verneinten.

## In den Medien

### Rundfunk
Seit dem 20. April 2007 gibt es vom Südwestrundfunk (SWR) das Islamische Wort, welches im Internet gehört und gelesen werden kann, seit dem 6. Juli die ZDF-Sendung Forum am Freitag im Internet und auf ZDFinfo (freitags um 8:00 Uhr). Diese Internetangebote sind tatsächlich aber keine Verkündigungssendungen wie das christliche Pendant: Der bundesdeutsche Rundfunkstaatsvertrag gesteht solche nur in Deutschland anerkannten Religionsgemeinschaften zu.
Der Deutschlandfunk hat am 6. März 2015 die Sendereihe Koran erklärt gestartet. Jeweils am Freitag um 9 Uhr 55 wird von einem Sprecher ein Koran-Vers vorgetragen und im Anschluss von einem anerkannten Islamwissenschaftler interpretiert. Die neue Sendung wolle damit in der zunehmend intensiver werdenden Diskussion in der Öffentlichkeit und in den Medien um den Islam einen Beitrag zur Aufklärung leisten.

### Islamische Zeitung
Die Islamische Zeitung wurde 1995 in Weimar von dem Konvertiten Andreas Abu Bakr Rieger ins Leben gerufen. Sie wird der Murabitun-Bewegung zugeordnet und sieht sich als unabhängiges muslimisches Medium, das sich an Muslime wie Nicht-Muslime richtet. Sie hat nach eigenen Angaben eine Auflage von 6000 bis 8000 Stück (Stand: 2008).

## Siehe auch

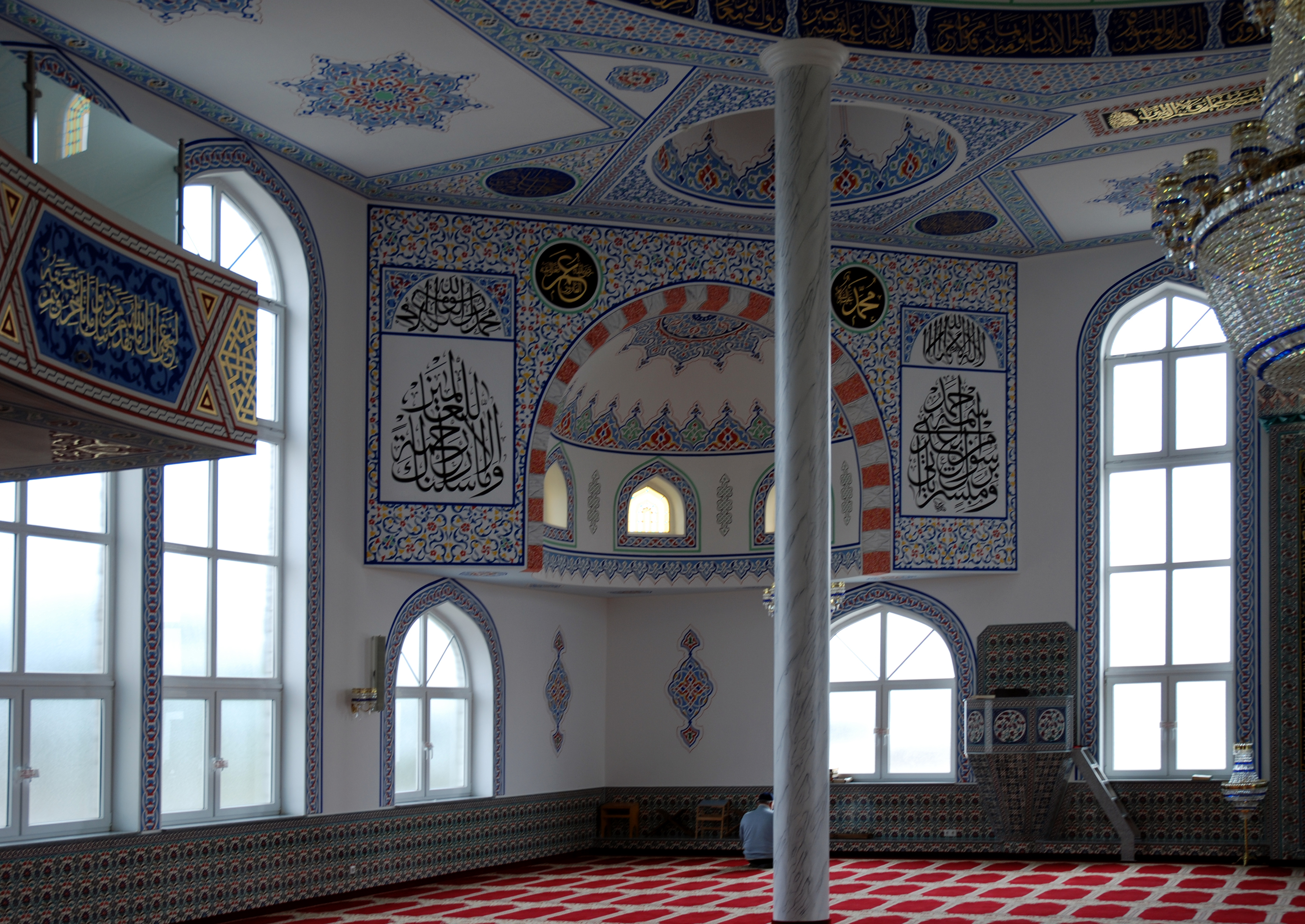
Mit Kalligraphien verzierter Gebetsraum der Selimiye-Moschee in Lünen